# Chronologie des Krieges in Nahost, Oktober und November 2024
Die Chronologie des Krieges in Nahost, Oktober und November 2024 dokumentiert die Entwicklungen seit dem Terrorangriff der Hamas auf Israel vom 1. Oktober bis zum 30. November 2024. Für den zeitlichen Ablauf des kompletten israelisch-palästinensischen Konflikts siehe Chronologie des israelisch-palästinensischen Konflikts.

## Oktober 2024

### 1. Oktober

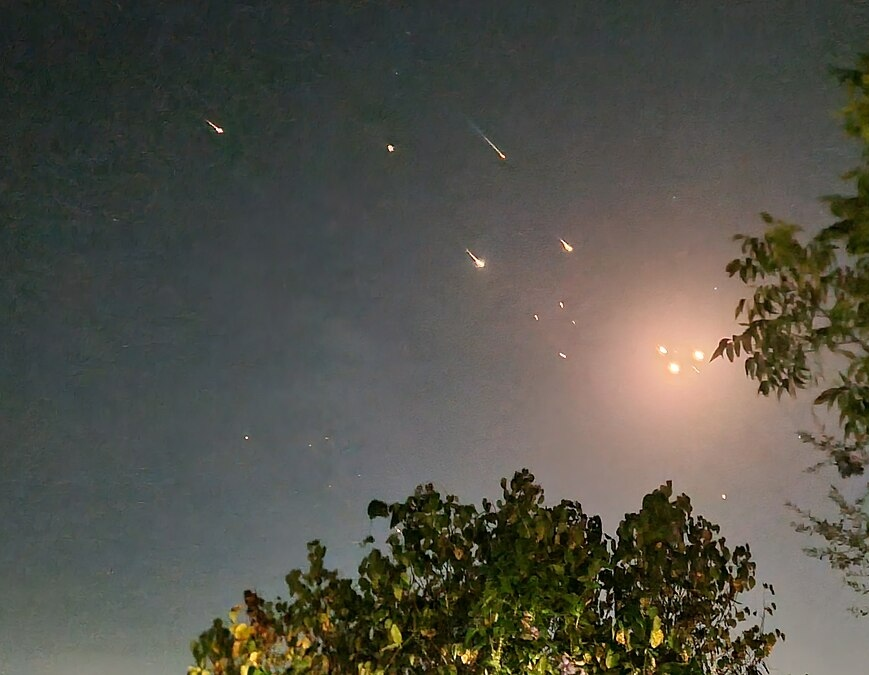
Iranische Raketen über Israel

Die Islamische Republik Iran griff in einer Vergeltungsaktion Israel mit ballistischen Raketen an.
Die Iranische Revolutionsgarde reklamierte den Angriff für sich; im iranischen Staatsfernsehen wurde der Angriff als Vergeltung für die Tötung von Hamas-Anführer Ismail Hanija, Hisbollah-Anführer Hassan Nasrallah sowie eines iranischen Generals dargestellt. Wenige Stunden davor hatten die USA Israel vor einem bevorstehenden Angriff Irans gewarnt. Die israelische Armee registrierte zwischen 180 und 200 Raketen, von denen viele durch die Luftabwehrsysteme David’s Sling und Arrow abgefangen / abgeschossen werden konnten. Das Luftabwehrsystem Iron Dome kam laut Royal United Services Institute (RUSI) nicht zum Einsatz, da es für die Bekämpfung von Mittelstreckenraketen nicht geeignet ist. Weiter starteten die US-Zerstörer Bulkeley und Cole aus dem Mittelmeer 12 RIM-161 Standard Missile 3-Abfangraketen gegen die iranischen Raketen. Trümmerteile einer iranischen Rakete erschlugen einen Palästinenser bei Jericho im Westjordanland, weitere Todesopfer gab es laut ersten Berichten nicht. Einige Raketen durchdrangen den Raketenschutzschirm; so wurde der Militärflugplatz Nevatim von mindestens einem Dutzend Raketen getroffen. Auch andernorts wurde die Raketenabwehr Israels überwunden. Laut verschiedenen Militärexperten verwendete Iran für den Angriff neben den älteren Mittelstreckenraketen Emad und Ghadr auch die modernen Raketentypen Fattah-1 und Kheibar Shekan. Nach dem Angriff kündigte der israelische Regierungschef Benjamin Netanjahu an, dass Iran für den Angriff „bezahlen“ werde. Die iranische UN-Vertretung in New York hatte nach dem Angriff wiederum eine „vernichtende Reaktion“ für den Fall angekündigt, sollte Israel auf den iranischen Luftangriff mit einem Gegenangriff reagieren.
Gleichzeitig zum iranischen Angriff verübten zwei Personen in Tel Aviv-Jaffa einen Schusswaffenangriff, durch den sieben Menschen getötet und 17 weitere verletzt wurden. Die beiden Täter wurden von Polizei und einem bewaffneten Zivilisten erschossen. Die Hamas reklamierte am Folgetag den Anschlag für sich.
Laut libanesischen Angaben wurden durch israelische Luftangriffe im September 2024 insgesamt 1000 Zivilisten im Libanon getötet. Das libanesische Krisenzentrum teilte mit, dass Grenzübertritte von 176.080 syrischen Staatsangehörigen und 63.373 Libanesen nach Syrien seit dem 23. September 2024 registriert wurden. Die Hisbollah beschoss nach eigenen Angaben die Zentrale des israelischen Auslandsgeheimdienstes Mossad mit Raketen.
Einmarsch israelischer Bodentruppen in den Libanon
Bodentruppen der israelischen Armee (IDF) überschritten von Nordisrael aus die „Blaue Linie“ und damit die Grenze zum Libanon. Die IDF spricht von „begrenzten, lokalisierten und gezielten Bodenangriffen auf der Grundlage präziser Geheimdienstinformationen“, die sich gegen militärische Ziele und Infrastruktur richten, die vom israelischen Militär den im Süden des Libanons stationierten, paramilitärischen Einheiten der Hisbollah zugeordnet werden. Die Angriffsziele befänden sich in grenznahen libanesischen Dörfern und würden eine unmittelbare Bedrohung für die israelischen Gemeinden im Norden Israels darstellen. Die Bodentruppen der IDF wurden bei ihrem Vormarsch auf libanesischem Boden von Luftwaffe und Artillerie mit „präzisen Angriffen auf militärische Ziele“ unterstützt.

### 2. Oktober
Die israelische Regierung erklärte den Generalsekretär der Vereinten Nationen (UN), António Guterres, zur Persona non grata. Am Vortag, nach dem iranischen Angriff, hatte Guterres erklärt: „Ich verurteile die Ausweitung des Nahostkonflikts, der immer weiter eskaliert. Das muss aufhören. Wir brauchen unbedingt einen Waffenstillstand“. Nach Ansicht der israelischen Regierung hatte Guterres den iranischen Angriff damit nicht „unmissverständlich“ verurteilt. Die Vereinten Nationen kritisierten die Entscheidung der israelischen Regierung als „eine weitere Attacke auf das Personal der Vereinten Nationen“. Mehrere ständige Mitglieder des UN-Sicherheitsrates (das Vereinigte Königreich, Frankreich und Russland) betonten ihre Unterstützung für Guterres als Chef der UN.
Eigenen Angaben zufolge beschoss die israelische Armee (IDF) in der libanesischen Hauptstadt Beirut befindliche Stellungen der Hisbollah. Die Terrororganisation erklärte wiederum, nur die israelische Hafenstadt Haifa beschossen zu haben. Nach Darstellung der IDF wurden Safed und Ortschaften im Westen und Norden von Galiläa von rund 140 Raketen aus dem Libanon beschossen. Außerdem gab die israelische Armee bekannt, ihre Evakuierungsaufforderung für Gebiete im Süden des Libanon auf mehr als 20 Ortschaften ausgeweitet zu haben.
Bei ihrer Bodenoffensive im Südlibanon setzten die IDF in den Gefechten gegen die Paramilitärs der Hisbollah auch Kampfpanzer ein. Nach Angaben der im Libanon stationierten Terrororganisation fanden die Kämpfe bei der Ortschaft Adaisseh bzw. Adajseh statt. Die IDF meldete, dass dabei sieben Soldaten der Eliteeinheit Egoz gefallen seien; zuvor hatte die IDF bereits den Tod eines 22-Jährigen gemeldet.
Im Libanon waren nach Einschätzung der Hilfsorganisation Ärzte ohne Grenzen mehr als eine Million Menschen auf der Flucht. Die Zahl der Binnenvertriebenen war nach libanesischen Regierungsangaben auf rund 1,2 Millionen angestiegen.
Bei israelischen Luftangriffen im Süden des Gazastreifens wurden nach palästinensischen Angaben mindestens 60 Menschen getötet.
Syrische Staatsmedien berichteten von einem angeblichen israelischen Luftangriff auf Damaskus, durch den drei Zivilisten getötet worden seien.

### 3. Oktober
Das israelische Militär warf der Hisbollah vor, aus Syrien Waffen in den Libanon zu schmuggeln. Das israelische Militär wies Bewohner der Stadt Nabatija sowie weiterer Dörfer im Südlibanon an, sich hinter den Fluss Nahr al-Awali in Sicherheit zu begeben.
Die Huthi griffen nach eigenen Angaben die israelische Großstadt Tel Aviv mit Drohnen an.
Nach libanesischen Angaben wurden innerhalb der drei vorherigen Tage mehr als 40 Rettungskräfte durch israelische Angriffe getötet. Die Angriffe hätten 9 Krankenhäuser, 45 weitere medizinische Einrichtungen und fast 130 Krankenwagen und Fahrzeuge der Feuerwehr getroffen. Laut den Vereinten Nationen wurden innerhalb eines Tages 28 Mitarbeiter des libanesischen Gesundheitssektors getötet. Die Meldung beruhte auf Daten des libanesischen Gesundheitsministeriums, die einer laufenden Verifizierung durch die WHO unterlagen. Drei Dutzend Gesundheitseinrichtungen im Südlibanon seien geschlossen. Die WHO habe Pläne aufgeben müssen, Hilfsgüter für medizinische Behandlungen in den Libanon einzufliegen, weil der Flughafen Beirut größtenteils geschlossen sei. Katar versprach, dem Libanon humanitäre Nothilfe zukommen zu lassen. Die EU gab bekannt, ihre Hilfe für den Libanon um 30 Millionen Euro auf 104 Millionen Euro zu erhöhen. Nach Angaben von Save the Children wurden etwa 20 Prozent der Bevölkerung im Libanon zu Binnenvertriebenen.
Eine im Jahr 2014 von der Terrororganisation Islamischer Staat (IS) im Irak entführte Jesidin wurde befreit, nachdem sie im Gazastreifen von mindestens einem Palästinenser und Hamas-Terroristen, der Verbindungen zum IS unterhielt, gefangen gehalten worden war.
Durch einen israelischen Angriff auf das Flüchtlingslager Tulkarem im Westjordanland wurden nach Angaben des palästinensischen Gesundheitsministeriums 14 Menschen getötet.

### 4. Oktober
Nach Angaben der israelischen Armee sind binnen eines Tages circa 230 Geschosse und einige Drohnen von der Hisbollah auf den Norden Israels abgefeuert worden. Das libanesische Gesundheitsministerium erklärte, es seien innerhalb eines Tages durch israelische Angriffe 37 Menschen getötet und 151 weitere verwundet worden. Die israelischen Streitkräfte bombardierten in der Nacht auf den 4. Oktober einen Gebäudekomplex in einem Vorort von Beirut, in dem sie ein Treffen hochrangiger Hisbollah-Führer vermuteten. Das UN-Flüchtlingshilfswerk (UNHCR) gab bekannt, dass die meisten der fast 900 Zufluchtsstellen im Libanon voll sind. Viele der vor den israelischen Angriffen Schutzsuchenden sind nach Angaben des UNHCR mittlerweile gezwungen, unter freiem Himmel zu schlafen. Es sei zu befürchten, dass sich die Situation mit dem nahenden Winter verschlimmere. Im Libanon stellten drei Krankenhäuser ihren Betrieb ein; sie begründeten dies jeweils mit Angriffen auf ihr Gebäude. Im Südlibanon stationierte UNIFIL-Truppen gaben bekannt, der Forderung Israels nach einer Verlegung aus dem Südlibanon nicht nachkommen. Die israelische Armee hat nach eigenen Angaben seit Beginn ihrer Bodenoffensive im Südlibanon rund 250 Hisbollah-Kämpfer getötet.
Bei einem israelischen Luftangriff auf ein Café in der Stadt Tulkarm im Westjordanland sind nach Angaben des palästinensischen Gesundheitsministeriums mindestens 18 Menschen getötet worden. Die Hamas erklärte, dass durch den Angriff acht ihrer Mitglieder, darunter ein Kommandeur, getötet wurden. Das israelische Militär behauptete, von den 18 Getöteten hätten mindestens 12 der Hamas oder dem Islamischen Dschihad angehört.
Auf einer Pressekonferenz riet US-Präsident Joe Biden der israelischen Regierung in Bezug auf den iranischen Angriff auf Israel vom 1. Oktober von einem Vergeltungsangriff auf iranische Ölfelder ab. Zwei Tage zuvor hatte sich Biden gegen einen israelischen Angriff auf iranische Atomanlagen ausgesprochen.
Die islamischen Revolutionsgarden drohten, im Falle eines israelischen Angriffs auf Iran würden sie israelische Energie- und Gasanlagen angreifen.
Das US-Militär bestätigte, Angriffe im Jemen geflogen zu haben. Es habe 15 Ziele der Huthi bekämpft.

### 5. Oktober
Der französische Staatspräsident Emmanuel Macron gab bekannt, Frankreich werde Israel nur noch Verteidigungsausrüstung – insbesondere zur Raketenabwehr – liefern, und sprach sich dafür aus, die Lieferung von Waffen an Israel für die Kriegsführung in Gaza einzustellen. Macron erklärte sein Bedauern, dass sich in dem Konflikt nichts bewege trotz aller diplomatischen Bemühungen um einen Waffenstillstand: „Ich denke, dass wir nicht gehört werden, und ich halte es für einen Fehler, auch für die Sicherheit Israels.“ Daraufhin gab der israelische Premierminister Benjamin Netanjahu am Folgetag ein Statement, in dem er Macrons Äußerung als „Schande“ bezeichnet. Auf das Statement folgte eine telefonische Unterredung zwischen Macron und Netanjahu.
Der diktatorisch regierende syrische Staatspräsident Baschar al-Assad lobte den am 1. Oktober verübten iranischen Raketenangriff auf Israel. Ende September hatte das israelische Militär die in einem Vorort von Damaskus gelegene Villa seines Bruders, Mahir al-Assad, aus der Luft angegriffen.
Die israelische Armee hat im Südlibanon eigenen Angaben zufolge weitere Tunnel der Hisbollah-Miliz und Waffenlager zerstört. Das israelische Militär flog außerdem Luftangriffe auf Beirut und auf den Norden Libanons. Das israelische Militär teilte außerdem mit, dass die Hisbollah rund 130 Geschosse auf Israel gefeuert habe.
Der iranische Außenminister Abbas Araghtschi behauptete, Friedensverhandlungen zum Nahostkonflikt wieder in Gang setzen zu wollen.

### 6. Oktober
Im nördlichen Teil des Gazastreifens, bei Dschabaliya, begann die israelische Armee eine Bodenoffensive mit Panzern. Vor und während des Einsatzes wurden die Bodentruppen von der israelischen Luftwaffe unterstützt. Das israelische Militär teilte mit, Waffenlager, unterirdische Infrastrukturanlagen und andere militärische Infrastrukturanlagen beschossen zu haben. Nach Aussage des Militärs habe die Hamas versucht, sich im Gebiet von Dschabaliya neu zu gruppieren.
Bei einem israelischen Luftangriff auf eine Moschee in Deir al-Balah im Gazastreifen wurden nach palästinensischen Angaben mehr als 20 Menschen getötet. Laut palästinensischen Angaben war die Moschee als Notunterkunft genutzt worden. Das israelische Militär gab wiederum bekannt, es habe „einen präzisen Schlag gegen Hamas-Terroristen ausgeführt, die in einem Kommando- und Kontrollzentrum“ in der Moschee tätig gewesen seien.
Die israelische Armee flog in der Nacht auf den 6. Oktober Angriffe auf Vororte von Beirut. Sie rief die libanesische Bevölkerung außerdem zur Evakuierung von 25 Gebieten im Südlichen Libanon auf. Wegen des Krieges verschob Libanon den Schulbeginn auf Anfang November. Nach Angaben des israelischen Militärs wurden Dutzende Raketen und zahlreiche Drohnen vom Libanon aus auf israelisches Gebiet abgefeuert. Die meisten seien abgefangen worden oder schlugen in unbewohnte Gebiete ein.
Die israelische Armee bezog Stellung in der Nähe des UNIFIL-Postens in Marun ar-Ras. Die UNIFIL lehnte eine israelische Aufforderung ab, ihre Position zu ändern. Nach Angaben des UNIFIL-Sprechers Andrea Tenenti hat die israelische Armee von dort aus Posten der Hisbollah beschossen. Nach einer Stellungnahme der UNIFIL ist es inakzeptabel, die UN-Beobachtermission zu gefährden.

### 7. Oktober
Libanon
Die israelische Armee (IDF) griff in der Nacht auf den 7. Oktober in der libanesischen Hauptstadt Beirut die Vororte Burdsch al-Baradschne und Hadath an. Nach Angaben der IDF wurden dabei Waffendepots der Hisbollah getroffen. Am Abend des 7. Oktober flog die israelische Luftwaffe noch weitere Bombenangriffe auf 120 Ziele. Die Hisbollah sprach Israel das Existenzrecht ab. Nach Angaben von Human Rights Watch verhinderten israelische Luftangriffe auf den Grenzübergang Masnaa am 4. Oktober 2024 die Flucht von Libanesen ins benachbarte Syrien.
Israel
Die Hamas gab bekannt, aus dem Gazastreifen Geschosse in Richtung Israel abgefeuert zu haben. Der Angriff konnte nach israelischen Informationen erfolgreich abgewehrt werden, sodass keine Wirkungstreffer zu verzeichnen waren.
Aus dem Jemen wurde laut Angaben der israelischen Armee eine Boden-Boden-Rakete in Richtung Israel abgefeuert. Die im Südjemen stationierten Huthi bestätigten den Angriff und erklärten, dafür zwei ballistische Raketen verwendet zu haben.
Gazastreifen
Im Gazastreifen wurden innerhalb eines Jahres laut dem für Gaza zuständigen palästinensischen Gesundheitsministerium etwa 42.000 Menschen getötet und über 96.000 verletzt, 15.000 davon schwer. 1,9 Millionen Palästinenser, die ihren Wohnsitz im Gazastreifen hatten, wurden im Kriegsverlauf zu Binnenflüchtlingen. Über die Hälfte der Krankenhäuser wurden zerstört, die verbliebenen funktionieren nur noch eingeschränkt. Das Verkehrswesen Gazas ist wegen fehlenden Treibstoffs und zerstörter Straßen zusammengebrochen, ebenso die Energieversorgung. Das einzige Kraftwerk steht wegen Treibstoffmangels still. Kläranlagen funktionieren nicht, weil nicht genügend elektrischer Strom zur Verfügung steht. Im gesamten Gazastreifen arbeitet nur noch eine Meerwasserentsalzungsanlage, für die Israel seit Juli 2024 Strom bereitstellt. Mindestens zwei Drittel der Wohngebäude Gazas sind zerstört oder zumindest schwer beschädigt. 70 Prozent der Schulen und alle Universitäten können auf Grund von Kriegsschäden nicht für Lehrzwecke genutzt werden.

### 8. Oktober
Iran und weitere arabische Staaten hielten mit den USA Geheimverhandlungen ab, um einen Waffenstillstand auszuloten. Israel war nicht beteiligt, aber informiert.
Die Israelischen Verteidigungsstreitkräfte (IDF) eroberten im Libanon die Siedlung Marun al-Ras und weiteten ihre Bodenoffensive auf den Südwesten des Landes aus. Die Bewohner der Siedlung Nakura wurden von der IDF zur Evakuierung aufgerufen. Laut der israelischen Internet-Zeitung The Times of Israel umfasste die Offensive vier Divisionen mit etwa 15.000 Soldaten. Laut den IDF startete die Hisbollah 180 Geschosse auf den Norden Israels und in Richtung Haifa, die Hisbollah bestätigte den Beschuss. Nach Angaben der libanesischen Regierung flog die israelische Luftwaffe an diesem Tag 137 Angriffe auf das Land, bei denen 36 Menschen getötet und 150 weitere Personen verletzt wurden. Im Verlauf des bewaffneten Konflikts zwischen Israel und Hisbollah seien in einem Jahr mindestens 2119 Menschen getötet und 10.019 weitere verletzt worden.
Im Rahmen der Bodenoffensive bei Dschabaliya wurden laut der israelischen Armee mindestens 20 bewaffnete Palästinenser getötet und Waffenlager ausgehoben.
Die israelischen Streitkräfte bombardierten laut der Syrischen Beobachtungsstelle für Menschenrechte (SOHR) ein Gebäude in der Hauptstadt Damaskus, das vom Korps der Islamischen Revolutionsgarde (IRGC) und der Hisbollah genutzt wurde. Laut syrischen Staatsmedien wurden mehrere Menschen getötet, darunter auch Frauen und Kinder.
Benjamin Netanyahu forderte Libanesen zur Revolte gegen Hisbollah auf und drohte dem Libanon mit Zerstörungen wie in Gaza.

### 9. Oktober
Im UN-Sicherheitsrat warfen die Vereinigten Staaten Israel vor, zu wenig für den Schutz von Zivilisten im Gazastreifen zu unternehmen. Bei israelischen Angriffen im Norden und im Zentrum des Gazastreifens wurden nach Angaben des von der Hamas kontrollierten Zivilschutzes mindestens 18 Menschen getötet.
Bei einem israelischen Luftangriff auf ein als Notunterkunft genutztes Hotel im Südlibanon wurden nach libanesischen Angaben mindestens vier Menschen getötet und zehn weitere verletzt. Bei einem weiteren israelischen Luftangriff im Südlibanon wurden nach Behördenangaben fünf Mitglieder des Zivilschutzes getötet. Laut dem Amt der Vereinten Nationen für die Koordinierung humanitärer Angelegenheiten verschlimmerte sich die humanitäre Krise im Libanon durch Israels Bombardements „mit alarmierendem Tempo“. Das Dar Assalam für interkulturelle Begegnungen, ein deutsch-libanesisches Kulturzentrum in Wardaniyeh im Chouf-Gebirge, wurde von einer israelischen Rakete getroffen. Sechs Menschen starben bei dem Angriff, mehrere wurden verletzt.
Aus dem Libanon wurden nach israelischen Militärangaben im Laufe des Tages 220 Geschosse auf Israel abgefeuert. In der nordisraelischen Stadt Kirjat Schmona wurden nach Angaben des israelischen Rettungsdienstes zwei Menschen durch Beschuss aus dem Libanon getötet. Bei einem Messerangriff in der israelischen Stadt Chadera wurden nach Polizeiangaben mindestens sechs Menschen durch einen arabischen Israeli verletzt.
Der Deutsch-Israeli und Sprecher der israelischen Armee (IDF) Arye Sharuz Shalicar behauptete, dass Deutschland Rüstungsgüter an Israel zurückhalte bzw. Israel nicht ausreichend mit Rüstungsgütern unterstütze. Bundeskanzler Olaf Scholz kündigte einen Tag später weitere Waffenexporte nach Israel an.
Laut syrischen Medienberichten flog Israel Luftangriffe auf eine Industrieanlage in der Stadt Homs und ein militärisches Ziel in der Nähe von Hama.

### 10. Oktober
Infolge israelischer Luftangriffe kamen nach Angaben des libanesischen Gesundheitsministeriums im Verlauf des 10. Oktober insgesamt 60 Menschen im Libanon ums Leben. Weitere 168 Menschen seien verletzt worden. Konkreter wurde die Behörde diesbezüglich nicht. Die Zahl der israelischen Luftschläge habe sich an jenem Tag auf 57 belaufen. Mindestens ein Angriff habe einem Hisbollah-Kommandeur in Beirut gegolten. Beiruts Stadtmitte war vorher nicht Ziel israelischer Angriffe gewesen; diese hatten sich bis dahin auf Hochburgen der Hisbollah in südlichen Stadtteilen und Vororten Beiruts konzentriert. Laut einer vom britischen Guardian und Human Rights Watch durchgeführten Analyse kamen bei dem Angriff US-amerikanische Bomben der Mk-80-Serie mit von Boeing gefertigten JDAM-Nachrüstsätzen zum Einsatz.
Die israelischen Streitkräfte beschossen das Hauptquartier der UN-Mission UNIFIL in Naqura im Südlibanon. Dadurch wurden mindestens zwei Blauhelmsoldaten verletzt. Israels Armee beschuldigte die Hisbollah, Gegenden in der Nähe von Stützpunkten der Blauhelm-Mission zu missbrauchen.
Durch einen israelischen Angriff auf ein ehemaliges Schulgebäude in Deir Al-Balah im Gazastreifen sind nach Angaben palästinensischer Ärzte mindestens 28 Menschen getötet worden.
Von der UN beauftragte Menschenrechtsexperten warfen Israel im Gazastreifen die gezielte Zerstörung des Gesundheitssektors vor. Auch seien Krankenwagen beschossen worden. Palästinenser in israelischen Kriegsgefangenenlagern seien außerdem Folter und sexueller Gewalt ausgesetzt. Gleiches gelte für israelische Geiseln, die von der Hamas festgehalten werden.
Die Huthi-Miliz bekannte sich zu zwei Angriffen auf Handelsschiffe.

### 11. Oktober
Das Hauptquartier der UN-Mission UNIFIL im Südlibanon geriet den dritten Tag in Folge unter israelischen Beschuss. Zwei Blauhelme wurden verletzt. Frankreich und Italien bestellten ihre israelischen Botschafter ein, der spanische Premierminister Pedro Sánchez forderte die internationale Gemeinschaft auf, Israel keine Waffen mehr zu verkaufen. Russland, die US-Regierung und die deutsche Bundesregierung forderten Israel auf, die Sicherheit der UNIFIL-Truppen nicht zu verletzen. Die israelischen Streitkräfte erklärten, mit ihrem Beschuss in der Nähe eines UNIFIL-Postens auf eine Bedrohung reagiert zu haben.
Libanesische Sanitäter und Feuerwehrleute waren laut Spiegel in den vorherigen Tagen wiederholt Opfer gezielter Tötungen durch israelische Streitkräfte. Nach Angaben des UN-Menschenrechtsbüros OCHA sind seit Beginn des Gaza-Kriegs mehr als 100 Sanitäter und andere Rettungskräfte im Libanon getötet worden.
Die Streitkräfte des Libanon gaben bekannt, dass zwei ihrer Soldaten durch einen israelischen Luftangriff in der Nähe eines Kontrollpunkts der libanesischen Armee getötet worden seien.
Israel plant einen Angriff auf Iran. Über die Planung und das Ausmaß des Angriffes steht die israelische Regierung mit den USA in Austausch. Jordanien, die Vereinigten Arabischen Emirate, Saudi-Arabien und Katar erteilten den USA und Israel keine Erlaubnis, aus ihrem Land und Luftraum heraus Angriffe gegen Iran auszuüben.
Die israelische Armee gab bekannt, am Vortag im Westjordanland einen Kommandeur der Terrororganisation Islamischer Dschihad getötet zu haben.
Die humanitären Helfer der Vereinten Nationen berichteten, die Hilfslieferungen für den Gazastreifen seien auf den niedrigsten Stand seit Monaten gesunken. Seit 1. Oktober seien keine Lebensmittel oder andere lebenswichtige Güter mehr in den Norden des Gazastreifens gekommen, wichtige Transportwege seien abgeschnitten worden.

### 12. Oktober
Nach Angaben von UNIFIL wurde erneut ein Blauhelmsoldat durch Beschuss verletzt. UNIFIL erklärte, dass noch ermittelt werde, von wem der Beschuss ausging. Vierzig Staaten, darunter China, Deutschland, Frankreich, Großbritannien, Indonesien, Irland, Italien, Katar, Spanien, Österreich und die Türkei, sagten der UN-Mission UNIFIL ihre „uneingeschränkte“ Unterstützung zu.
Das israelische Militär (IDF) meldete, es seien im Verlauf des Tages mehr als 300 Geschosse aus dem Libanon auf Israel abgefeuert worden. Auch seien mehrere Drohnen aus dem Libanon auf Israel zugeflogen. Die IDF erklärte außerdem, im Laufe des Tages etwa 280 Ziele im Libanon und im Gazastreifen angegriffen zu haben. Bei drei israelischen Luftangriffen auf die Siedlungen Bardscha, Deir Billa und Maaysra im Libanon sind laut dem libanesischen Gesundheitsministerium mindestens 15 Menschen getötet und mindestens 37 weitere Personen verletzt worden. Der US-amerikanische Sondergesandte für den Libanon, Amos Hochstein, arbeitete eigenen Angaben zufolge „ununterbrochen“ daran, einen Waffenstillstand zwischen Israel und der Hisbollah zu erreichen.
Ein am Vortag verübter israelischer Luftangriff führte nach Angaben der von der Hamas kontrollierten Gesundheitsbehörde im Gazastreifen zum Tod von mindestens 20 Menschen, darunter von sechs Frauen und sieben Kindern. Zahlreiche weitere Menschen seien vermisst.
Die Generalsekretärin der deutschen Sektion von Amnesty International warf der deutschen Bundesregierung eine einseitige Parteinahme zugunsten Israels vor und dass ihre Nahostpolitik den Menschenrechten und dem Völkerrecht schade. Amnesty International beobachte, dass Israel das humanitäre Völkerrecht nicht beachte, das Vorgehen der Hamas als Kriegsverbrechen entbinde Israel nicht von seinen völkerrechtlichen Verpflichtungen.

### 13. Oktober
Der israelische Premierminister Benjamin Netanjahu forderte in einer an UN-Generalsekretär Antonio Guterres gerichteten Fernsehansprache den sofortigen Rückzug der UNIFIL-Blauhelme aus dem Konfliktgebiet im Südlibanon. Die UN-Friedenstruppen würden einen „menschlichen Schutzschild“ für die Hisbollah darstellen, sagte Netanjahu.
UNIFIL meldete einen Vorfall an einer UN-Station in Ramija im Südlibanon. Gegen 04:30 Uhr Ortszeit, als sich die UN-Friedenstruppen in den Unterkünften aufhielten, hätten zwei israelische Merkava-Panzer das Haupttor der Station zerstört und seien gewaltsam in die Einrichtung eingedrungen. Die israelischen Truppen forderten dann „mehrfach, dass die Basis ihre Lichter ausschaltet“. In der UNIFIL-Erklärung hieß es, die Panzer seien etwa 45 Minuten später abgezogen, nachdem UNIFIL über entsprechende Kanäle protestiert und erklärt hätte, dass die Anwesenheit der IDF die Friedenstruppen in Gefahr bringe. Um etwa 06:40 Uhr Ortszeit wurden laut UNIFIL etwa 100 Meter nördlich mehrere Geschosse abgefeuert, aus denen Rauch austrat. Fünfzehn Friedenssoldaten hätten durch den in die Station eindringenden Rauch trotz Schutzmasken Gesundheitsauswirkungen wie Hautreizungen und Magen-Darm-Reaktionen erlitten. Am Vortag hätten israelische Soldaten eine kritische logistische Bewegung der UNIFIL in der Nähe von Mais al-Dschabal blockiert und den Friedenstruppen den Weg versperrt. Die israelische Armee erklärte zum ersteren der beiden Vorfälle, die Panzer seien mit der Evakuierung von Verwundeten beschäftigt gewesen und hätten an einer Stelle, wo sie wegen drohenden Beschusses nicht weiterfahren konnten, „ein paar Meter“ zu dem UNIFIL-Stützpunkt zurückgesetzt. Man habe eine Nebelwand gelegt und sei die ganze Zeit mit UNIFIL in Kontakt gewesen. UN-Generalsekretär Guterres erklärte, die UNIFIL-Blauhelme würden ihre Stellungen nicht räumen. Ein Sprecher verwies darauf, dass Angriffe auf Friedenstruppen gegen das Völkerrecht, einschließlich des humanitären Völkerrechts, verstießen und ein Kriegsverbrechen darstellen könnten. Israels Vorgehen gegenüber UNIFIL wurde international kritisiert.
Bei einem von der Hisbollah reklamierten Drohnenangriff auf einen Armeestützpunkt in Binjamina in Nordisrael wurden vier israelische Soldaten getötet und über 60 weitere Menschen verletzt. Die Hisbollah erklärte, sie habe den Angriff auf die Golani-Brigade mit Hilfe eines „Drohnenschwarms“ durchgeführt. Die israelische Armee untersuchte, warum vor dem Angriff kein Luftalarm ausgelöst wurde.
Die USA gaben bekannt, sie würden Israel ein THAAD-System zur Raketenabwehr schicken, einschließlich des notwendigen Militärpersonals.
Bei einem israelischen Artillerieangriff auf die mit Flüchtlingen gefüllte Al-Mufti-Schule in Nuseirat wurden nach palästinensischen Angaben mindestens 22 Menschen getötet.

### 14. Oktober
Deutschland, Italien, Großbritannien und Frankreich betonten in einer gemeinsamen Erklärung, die UNIFIL-Friedenstruppen spielten eine „unentbehrliche stabilisierende Rolle“ und die israelischen Angriffe auf die Blauhelme stünden im Widerspruch zum internationalen humanitären Recht.
Der UN-Sicherheitsrat verurteilte in seiner ersten Stellungnahme zu den eskalierenden Attacken im Libanon die Angriffe auf Friedenssoldaten im Libanon. Die Sicherheitsratsmitglieder riefen die Konfliktparteien außerdem zur Achtung des Völkerrechts auf. Dies fordere den Schutz von Zivilisten.
Bei einem israelischen Luftangriff in Deir al-Balah wurden Flüchtlingszelte im Hof des Al-Aksa-Krankenhauses in Brand gesetzt. Mindestens vier Menschen starben laut Krankenhausangaben in den Flammen, 25 weitere erlitten schwere Verbrennungen. Das israelische Militär erklärte, es habe auf Militante gezielt, die sich unter der Zivilbevölkerung versteckt hielten. Ein Sprecher des US-amerikanischen National Security Council erklärte gegenüber der New York Times und der Times of Israel, das Weiße Haus habe bei Israel eine Beschwerde eingelegt; der Angriff habe zu „verstörenden“ Bildern und Videos geführt, die zeigten, wie Palästinenser – augenscheinlich vertriebene Zivilisten – bei lebendigem Leib verbrannten, als das Zeltlager Feuer fing. Israel habe die Verantwortung, mehr zu tun, um zivile Opfer zu vermeiden. Ärzte ohne Grenzen meldete, es habe insgesamt fünf Todesopfer und 65 Verletzte gegeben; es sei das siebte Mal seit März 2024, dass das Krankenhausgelände angegriffen worden sei.
Bei einem israelischen Luftangriff in Aito im Norden des Libanon wurden 22 Menschen getötet. Israelische Angriffe auf den überwiegend von Christen bewohnten Norden des Libanon waren bisher selten; die schiitische Hisbollah ist hauptsächlich im Süden des Libanon und in den südlichen Teilen Beiruts aktiv. Die UNO forderte eine Untersuchung, ob bei dem Angriff das Kriegsrecht und die „Prinzipien von Verhältnismäßigkeit und Zielgerichtetheit“ eingehalten worden sein.

### 15. Oktober
Medien berichteten, die US-Regierung habe die israelische Regierung am vorangegangenen Sonntag brieflich gewarnt, sie hätte einen Monat Zeit, die humanitäre Lage im Gazastreifen deutlich zu verbessern. Andernfalls würden die USA Waffenlieferungen eventuell einstellen. In dem Schreiben erklärten US-Außenminister Antony Blinken und Verteidigungsminister Lloyd Austin, dass sich in den letzten Monaten die Menge der nach Gaza gelangenden Hilfsgüter deutlich verschlechtert habe. Israel habe zuvor versprochen, die Lieferung von Hilfsgütern nicht einzuschränken und US-Waffen im Einklang mit dem Völkerrecht einzusetzen; ob diese Versprechen eingehalten würden, sei nun fraglich. Israel müsse mindestens 350 Lastwagen pro Tag über alle vier großen Grenzübergänge in den Gazastreifen einfahren lassen, hieß es in dem Schreiben, und zusätzlich einen fünften Grenzübergang öffnen. Außerdem müsse Israel im Laufe des nächsten Monats humanitäre Pausen im gesamten Gazastreifen einlegen, um humanitäre Aktivitäten wie Impfungen und die Verteilung von Hilfsgütern für mindestens die nächsten vier Monate zu ermöglichen.
Israels Oberstes Gericht forderte die israelische Regierung auf, bis zum 11. November zu erklären, warum es offenbar kein umfassendes System zur Evakuierung kranker Zivilisten in Gaza gibt, um ihnen eine medizinische Behandlung in anderen Ländern zu ermöglichen. Drei israelische Menschenrechtsgruppen hatten Anfang Juni eine diesbezügliche Petition eingereicht.

### 16. Oktober
Die israelischen Streitkräfte führten im Süden Beiruts einen Luftangriff durch. Ein Sprecher des US-Außenministeriums hatte am Vortag Bedenken zum Umfang und der Art der Bombardierung Beiruts geäußert, da die Zahl der Todesopfer steige und man eine regionale Eskalation befürchte. Das israelische Militär erklärte, es habe ein unterirdisches Waffenlager der Hisbollah im südlichen Beiruter Vorort Dahieh getroffen. Vor dem Angriff seien zahlreiche Maßnahmen ergriffen worden, um das Risiko, Zivilisten zu verletzen, zu mindern, darunter auch Warnungen an die Bevölkerung in dem Gebiet.
Bei einem weiteren israelischen Angriff im Süden des Libanons, auf ein Stadtverwaltungsgebäude in Nabatäa, wurden 16 Menschen getötet, darunter auch der Bürgermeister und fünf weitere Angestellte der Stadt, die an einer Sitzung des Stadtrats zur Koordinierung von Hilfslieferungen teilnahmen. Laut einer vom britischen Guardian und Human Rights Watch durchgeführten Analyse kamen bei dem Angriff, ebenso wie bei dem Angriff auf Beirut am 10. Oktober, US-amerikanische Bomben mit JDAM-Nachrüstsätzen zum Einsatz.
UN-Friedenstruppen im Süden Libanons berichteten, die israelischen Streitkräfte hätten erneut eine ihrer Stellungen beschossen. Ein israelischer Panzer habe auf einen UNIFIL-Wachturm gefeuert, wobei dieser beschädigt und zwei Kameras zerstört worden seien. Es habe sich um einen „direkten und offenbar absichtlichen“ Beschuss gehandelt. Der deutsche Bundesverteidigungsminister Boris Pistorius forderte, jedweder vorsätzliche oder auch versehentliche Beschuss von UN-Truppen müsse unverzüglich aufhören.
Bei einer Routineoperation im Süden des Gazastreifens wurden laut israelischer Armee drei Terroristen getötet; einer davon sei Hamas-Oberhaupt Yahya Sinwar. Fotos zeigten einen Toten in einer Militärweste mit einer schweren Kopfwunde in den Trümmern eines von einem israelischen Panzer beschossenen Hauses. Es seien keine Geiseln in dem fraglichen Gebäude gewesen. DNA-Tests und zahnmedizinische Untersuchungen zur endgültigen Identifizierung des Leichnams ergaben, dass es sich dabei tatsächlich um Yahya Sinwar gehandelt habe. Das israelische Militär bestätigte Medienberichte, denen zufolge sich die Tötung Sinwars eher zufällig ereignet hätte; dem Einsatz, bei dem er getötet wurde, hätten keine expliziten Geheimdienstinformationen zugrunde gelegen. Das Militär habe zwar im Süden des Gazastreifens nach Hamas-Kommandeuren gesucht, doch war Sinwar nicht Ziel dieses Einsatzes gewesen.
Zehn der 32 Abgeordneten von Netanjahus Regierungspartei Likud erklärten, sie würden an einer Konferenz zur Vorbereitung der israelischen Wiederbesiedlung des Gazastreifens teilnehmen.

### 17. Oktober
Bei einem israelischen Angriff auf ein Schulgebäude in Dschabaliya wurden nach palästinensischen Angaben mindestens 28 Menschen getötet, darunter mindestens fünf Kinder. Die israelische Armee erklärte, zum fraglichen Zeitpunkt hätten sich dort Dutzende Extremisten aufgehalten.
Im Rahmen der israelischen Bodenoffensive im Südlibanon wurde nach libanesischen Angaben der nahe der israelischen Grenze liegende Ort Mhaibib zerstört.
Tarnkappenflugzeuge der USA vom Typ B-2 griffen in den Morgenstunden von den Huthis genutzte unterirdische Bunker im Jemen an.
Das deutsche UNIFIL-Kriegsschiff Ludwigshafen am Rhein wehrte vor der libanesischen Küste eine anfliegende Drohne ab. Der unbemannte Flugkörper sei gegen sieben Uhr vor der Küste des Libanon, etwa 30 Kilometer nordwestlich vom UNIFIL-Hauptquartier in Naqura, kontrolliert zum Absturz gebracht worden, sagte ein Bundeswehr-Sprecher gegenüber der Nachrichtenagentur dpa. Teile der Drohne seien geborgen worden und würden untersucht werden. Ein UNIFIL-Sprecher sagte, die Drohne sei aus dem Süden gekommen, hätte dann aber das Schiff umkreist und sich ihm dabei bis auf wenige Meter genähert.

### 18. Oktober
Die Weltgesundheitsorganisation warf Israel vor, zahlreiche Mediziner nicht für Hilfseinsätze nach Gaza einreisen zu lassen. Seit August sei acht Organisationen und gut 50 spezialisierten Einsatzkräften die Einreise verwehrt worden. Die Mediziner hätten lokale Krankenhäuser insbesondere mit verschiedenen chirurgischen Aufgaben unterstützen sollen.
Ein Rettungsdienstmitarbeiter im Gazastreifen berichtete der CNN von der humanitären Krise im Gazastreifen; Leichen seien schwerer zu identifizieren, weil diese von streunenden Hunden angefressen werden. Auch seien Flüchtlingslager, die eigentlich Rückzugsorte für Flüchtlinge sein sollen, wiederholt unter Beschuss.

### 19. Oktober
Bei einem israelischen Angriff auf das Dschabaliya-Flüchtlingslager im nördlichen Gazastreifen sind nach Angaben der Zivilschutzbehörde des Palästinensergebiets in der Nacht 33 Menschen getötet worden.
Eine aus dem Libanon kommende Drohne schlug in ein vom israelischen Militär nicht näher benanntes Gebäude in Caesarea ein. Der Angriff galt dem dortigen Haus von Ministerpräsident Netanjahu. Er und seine Frau waren nach Regierungsangaben zum fraglichen Zeitpunkt nicht dort gewesen. Laut Armeeangaben gab es keine Verletzten. Zwei weitere Drohnen seien abgewehrt worden.
Die USA untersuchten laut CNN ein Leck von streng geheimen US-Geheimdienstinformationen über Israels geplante Vergeltungsmaßnahmen gegen Iran. Die Dokumente waren auf Telegram veröffentlicht worden.
Das israelische Militär führte neue Luftangriffe in den südlichen Vororten von Beirut durch. Die Hisbollah griff Nordisrael mit Raketen und Drohnen an; Israel meldete einen Toten und mehrere Verletzte.
Ein israelischer Angriff auf eine Anzahl mehrstöckiger Wohnhäuser in Beit Lahija im Norden des Gazastreifens tötete palästinensischen Angaben zufolge mindestens 87 Menschen, darunter Kinder. Über 40 weitere Personen seien – zum Teil lebensgefährlich – verletzt. Das israelische Militär sagte, man untersuche den Vorfall, aber die Opferzahlen seien übertrieben. Man setze „präzise und gezielte“ Methoden ein. Eine Überlebende sagte, Menschen seien erst angewiesen worden, nach Beit Lahija zu gehen, und dann dort bombardiert worden. Die palästinensischen Gesundheitsbehörden erklärten, die Rettungsaktionen würden durch schon seit zwei Tagen andauernde Unterbrechungen der Telekommunikations- und Internetdienste behindert. Die Umgebung des Kamal-Adwan-Krankenhauses, wo die Verletzten notdürftig behandelt werden, sei ebenfalls Bombardierungen und Beschuss ausgesetzt.
Anwohner und Ärzte sagten, die Blockade des Flüchtlingslagers Dschabaliya in Nord-Gaza sei intensiviert worden; es sei von Panzern umzingelt und die Bewohner hätten Evakuierungsbefehle erhalten. Israel sagte, die Evakuierungsbefehle zielten darauf ab, Hamas-Kämpfer von Zivilisten zu trennen, es gebe keinen Plan, Zivilisten systematisch aus Dschabaliya oder anderen nördlichen Gebieten zu vertreiben.

### 20. Oktober
Tor Wennesland, der UN-Sonderkoordinator für den Nahost-Friedensprozess, verurteilte anhaltende israelische Angriffe auf Zivilisten. Im nördlichen Gazastreifen würden sich grauenhafte Szenen abspielen. Dies sei „die Folge wochenlanger verstärkter Operationen, die zahlreiche zivile Todesopfer gefordert haben und die Bevölkerung im Norden des Gazastreifens fast völlig von humanitärer Hilfe abgeschnitten haben.“ Das israelische Militär erklärte, es wolle mit seinen intensiveren Angriffen im Norden des Gazastreifen verhindern, dass sich Hamas-Kämpfer neu formieren. In Beirut habe man das Hauptquartier des Hisbollah-Geheimdienstes und eine unterirdische Waffenfabrik angegriffen.
Israel verstärkte seine Luftangriffe im Südlibanon. Libanesische Staatsmedien meldeten, die israelische Luftwaffe habe innerhalb weniger Minuten 14 Angriffe auf das nahe der Grenze gelegene Dorf Chiyam geflogen. Nabatäa und dutzende andere Städte und Dörfer im Süden Libanons waren ebenfalls Gegenstand intensiver Luftangriffe.
Die israelischen Streitkräfte meldeten, die Hisbollah habe mehrere Raketensalven mit insgesamt etwa 170 Raketen auf Israel abgefeuert. Einige wurden abgefangen, andere schlugen ein und lösten Brände in Nordisrael aus.
Israels Außenminister Israel Katz ordnete rechtliche Schritte gegen den französischen Präsidenten Emmanuel Macron an. Grund sei ein Verbot für israelische Unternehmen, an einer Militär- und Marinehandelsmesse in Paris teilzunehmen.
Die UN-Friedenstruppen im Libanon (UNIFIL) meldeten, ein Bulldozer der israelischen Armee habe am Morgen einen Beobachtungsturm und die Umzäunung einer UN-Stellung in Marwahin im Südlibanon zerstört. Dies stelle eine Verletzung internationalen Rechts dar.
Israel kündigte für den Abend und die Nacht in 24 Gebieten im Libanon – 14 davon in Beirut – Luftangriffe auf Hisbollah-Finanzinstitute an.

### 21. Oktober
Die israelischen Streitkräfte bombardierten in Beirut nach eigenen Angaben Filialen einer von der Hisbollah gegründeten Schattenbank.
Der Leiter des UN-Hilfswerks für Palästina-Flüchtlinge (UNRWA) meldete, die israelischen Behörden würden nach wie vor humanitäre Missionen mit wichtigen Hilfsgütern wie Medikamenten und Lebensmitteln für die belagerten Gebiete im nördlichen Gazastreifen blockieren. Krankenhäuser seien angegriffen worden und hätten keinen Strom, Verletzte blieben unversorgt. Die verbleibenden UNRWA-Unterkünfte seien so überfüllt, dass einige Flüchtlinge nun gezwungen seien, in den Toiletten zu leben. Berichten zufolge seien Menschen, die zu fliehen versuchten, getötet und ihre Leichen auf der Straße zurückgelassen worden. Auch Rettungseinsätzen, um unter den Trümmern begrabenen Menschen zu helfen, werde die Erlaubnis verweigert.
Rechtsextreme Israelis riefen im Rahmen einer Konferenz am Rande des Gazastreifens zu dessen Wiederbesiedlung durch Israel auf. Zahlreiche Regierungsminister sowie mehrere Abgeordnete von Ministerpräsident Netanjahus Likud-Partei nahmen an der Veranstaltung teil. Polizeiminister Itamar Ben-Gvir sprach sich dafür aus, Palästinenser zur Auswanderung aus dem Gazastreifen zu „ermutigen“. May Golan, Likud-Mitglied und israelische Ministerin für soziale Gleichheit und die Stärkung der Rolle der Frau, sagte, „den Arabern Territorium wegzunehmen“ sei das, was ihnen am meisten weh tue. Finanzminister Bezalel Smotrich erklärte, entgegen dem aktuellen völkerrechtlichen Status, der Gazastreifen sei „Teil des Landes Israel“ und ohne Siedlungen dort gäbe es auch keine Sicherheit.
Die israelische Polizei ließ verlauten, man habe sieben jüdische Israelis aserbaidschanischer Herkunft wegen Spionageaktivitäten für Iran festgenommen. Die Verdächtigen hätten zwei Jahre lang Informationen über israelische Staatsbürger gesammelt und gegen Bezahlung durch Iran israelische Raketenabwehrsysteme, Standorte der Luftwaffe und Marine sowie Kraftwerke fotografiert.
65 Demokraten aus dem US-amerikanischen Repräsentantenhaus drängten die Regierung Biden, auf Pressefreiheit im Gazastreifen zu bestehen. Dadurch, dass Israel den internationalen Medien keinen freien Zugang zum Gazastreifen gewähre, werde jede Einforderung von Rechenschaftspflicht im Keim erstickt.

### 22. Oktober
Der Direktor des Al-Sahel-Krankenhauses südlich von Beirut wies israelische Vorwürfe zurück, unter dem Krankenhaus befinde sich ein Bunker der Hisbollah mit Millionen Dollar an Bargeld und Gold. Dies sei ein Vorwand, um Angriffe auf libanesische Infrastruktur zu rechtfertigen. Der Direktor rief die libanesische Armee und UNIFIL-Blauhelme auf, das Gebäude zu inspizieren und den wahren Sachverhalt zu ermitteln. Ein BBC-Team erhielt freien Zugang zu dem Krankenhaus, einschließlich aller Untergeschosse, und einem weiteren von einem israelischen Armeesprecher erwähnten Nachbargebäude und fand keinen Bunker. Das Krankenhaus evakuierte vorsorglich 50 Mitarbeiter und 15 Patienten. Israel erklärte, es würde das Krankenhaus nicht bombardieren.
Die Hisbollah reklamierte den am 19. Oktober erfolgten Angriff auf Netanjahus Haus in Caesarea für sich. Ein Sprecher sagte, die Miliz erkläre ihre „volle, vollständige und ausschließliche Verantwortung“ für die Aktion. Israel bestätigte, dass die Drohne das Haus getroffen hatte.
Bei einem israelischen Luftangriff auf Wohnhäuser in unmittelbarer Nähe des Beiruter Rafik-Hariri-Universitätskrankenhauses, des größten staatlichen Krankenhauses im Libanon, wurden nach Angaben des libanesischen Gesundheitsministeriums mindestens 18 Menschen, darunter vier Kinder, getötet und 60 weitere Menschen verletzt. Laut in der New York Times zitierten Anwohnern waren Flüchtlinge aus anderen Landesteilen unter den Opfern. Der Angriff erfolgte laut CNN und BBC ohne vorherige Evakuierungswarnung und brachte mindestens drei mehrstöckige Wohnblöcke zum Einsturz, mehrere andere wurden stark beschädigt. Israel erklärte, der Angriff habe einem „Hisbollah-Terroristen-Ziel“ und nicht dem Krankenhaus gegolten. Der Krankenhausdirektor meldete, Trümmer von den Explosionen hätten die Solaranlage und die Fassade des Krankenhauses beschädigt und Fenster eingeschlagen.
Das israelische Militär teilte mit, bei einem Luftangriff auf den Süden Beiruts sei Anfang Oktober der Hisbollah-Funktionär Haschem Safieddine getötet worden, der als wahrscheinlichster Nachfolger des getöteten Hisbollah-Oberhaupts Hassan Nasrallah galt. Die Hisbollah bestätigte daraufhin Safieddines Tod.

### 23. Oktober
Die Weltgesundheitsorganisation teilte mit, die Polio-Impfkampagne im Gazastreifen könne wegen heftiger Bombardierungen und der erneuten Vertreibung von Anwohnern nicht wie geplant fortgesetzt werden. Das Programm für 120.000 Kinder unter zehn Jahren im nördlichen Teil des Gazastreifens könne nicht wie geplant beginnen.
Das israelische Militär begann eine intensive Bombardierung der libanesischen Hafenstadt Tyros, die eine UNESCO-Weltkulturerbestätte ist. Drei Stunden zuvor hatte Israel Evakuierungsbefehle an die Bevölkerung gerichtet, die laut Augenzeugen Panik auslösten. Einige Bewohner flüchteten an den Strand.
Die Hisbollah feuerte den zweiten Tag in Folge Raketen auf den Großraum Tel Aviv ab und behauptete, sie habe ein israelisches Geheimdienstzentrum nördlich von Tel Aviv getroffen. Die israelische Armee meldete, zwei Geschosse aus dem Libanon seien von der Raketenabwehr abgefangen worden.
Das UN-Büro für humanitäre Angelegenheiten warf Israel vor, lebensrettende Hilfslieferungen für den Norden des Gazastreifens zu blockieren. Es seien nur 25 Lastwagen am Sonntag, 25 am Samstag und 65 am Freitag im Gazastreifen eingetroffen. Die USA hatten anderthalb Wochen zuvor in einem brieflichen Schreiben mindestens 350 Lastwagen pro Tag gefordert. Israelische Menschenrechtsgruppen sahen Anzeichen, dass das israelische Militär heimlich begonnen hätte, den sogenannten „Plan der Generäle“ – nach dem früheren israelischen Sicherheitsberater Giora Eiland auch Eiland-Plan genannt – umzusetzen. Dieser sehe eine Zwangsumsiedlung der palästinensischen Zivilbevölkerung vor, zu erreichen durch verschärfte Belagerung des nördlichen Gazastreifens und Aushungerung der Bevölkerung. Das deutsche Außenministerium erklärte, eine israelische Besiedlung des Gazastreifens, wie von mehreren israelischen Regierungsministern gefordert, wäre völkerrechtswidrig. US-Außenminister Antony Blinken sagte, Netanjahu habe ihm bestätigt, dass seine Regierung keine derartigen Pläne verfolge; öffentliche Äußerungen oder Garantien der israelischen Regierung lagen hierzu allerdings nicht vor.

### 24. Oktober
Israel flog in der Nacht weitere Luftangriffe gegen Ziele in Beirut. Sechs Gebäude im Vorort Lailaki wurden zerstört.
Zahlen des deutschen Außenministeriums zeigten eine deutliche Ausweitung deutscher Rüstungsexporte nach Israel, mit Exportgenehmigungen von 94 Millionen Euro seit August 2024. Deutschland sagte 96 Millionen Euro zur Bewältigung der Krise im Libanon durch UN-Organisationen und das Deutsche Rote Kreuz zu. Frankreich kündigte ein Hilfspaket von 100 Millionen Euro für den Libanon an. Auf einer internationalen Geberkonferenz in Paris, die Zusagen für insgesamt 800 Millionen Euro Soforthilfe für den Libanon plus 200 Millionen Euro für die libanesischen Streitkräfte einbrachte, drang der französische Präsident Emmanuel Macron auf ein baldiges Ende des Krieges zwischen Israel und der Hisbollah. Die Schiitenorganisation solle ihre „Provokationen“ gegen Israel einstellen, sagte Macron; gleichzeitig kritisierte er Israels ausufernde Militäraktionen: „Ich bin mir nicht sicher, ob man eine Zivilisation verteidigt, indem man selbst Barbarei sät“, sagte Macron. Ein Sprecher für Ärzte der Welt begrüßte die Mobilisierung von Hilfe für den Libanon, bedauerte jedoch, dass zu wenig getan werde, um Kampfhandlungen in Gaza und im Libanon zu stoppen. Er erinnerte auf der Konferenz daran, „dass wir für den Libanon mobilisieren, während Gaza heute stirbt. Tausende von Menschen werden […] im Norden des Gazastreifens vernichtet, und es scheint, dass die internationale Gemeinschaft die Menschen im Gazastreifen nicht mehr als unsere Mitmenschen betrachtet.“
Syrische Staatsmedien meldeten israelische Luftangriffe in der Hauptstadt Damaskus.
Die nicht am Krieg beteiligten staatlichen libanesischen Streitkräfte erklärten, drei Soldaten seien bei der Evakuierung Verletzter durch einen israelischen Angriff getötet worden. US-Verteidigungsminister Lloyd Austin ermahnte Israel, den Schutz der libanesischen Streitkräfte und der UN-Friedenstruppen (UNIFIL) im Libanon zu gewährleisten.
Der für Such- und Rettungsaktionen zuständige Zivilschutz im Gazastreifen meldete die Einstellung seiner Hilfsleistungen im nördlichen Gazastreifen. Mehrere Rettungskräfte seien angegriffen, verhaftet oder verletzt worden, andere lägen blutend auf der Straße, und niemand sei in der Lage, sie zu retten. Das einzige vorhandene Löschfahrzeug der Feuerwehr sei von einem Panzer beschossen worden. Humanitäre Helfer der Vereinten Nationen berichteten von einem „erschütternden Ausmaß an Tod, Verletzungen und Zerstörung“ im nördlichen Gazastreifen.
Ein israelischer Angriff auf eine Schule im Flüchtlingslager Nuseirat im Zentrum des Gazastreifens tötete laut Krankenhausangaben mindestens 17 Menschen, darunter Kinder. Ärzte meldeten, mindestens 32 weitere Menschen wurden verletzt.
Der israelische Premierminister Benjamin Netanjahu kündigte an, Mossad-Chef David Barnea werde den kommenden Sonntag zu neuen Geiselverhandlungsgesprächen nach Doha fliegen. Die Hamas teilte mit, sie hätte Delegationen in der Türkei, Katar und Russland und sei in Kontakt mit Ägypten, Iran und den Vereinten Nationen.
Bei israelischen Angriffen auf die im Ostlibanon in der Region Baalbek-Hermel gelegenen Dörfer Al-Chodr und Halanjia wurden laut libanesischen Angaben mindestens zwölf Menschen getötet, darunter mehrere Kinder. Die israelische Armee meldete, fünf ihrer Soldaten seien im Südlibanon getötet worden. Berechnungen der Nachrichtenagentur AFP zufolge stieg damit die Zahl der seit Beginn der Bodenoffensive im Libanon gefallenen israelischen Soldaten auf 27. In einem zweiten Zwischenfall wurden am selben Tag fünf weitere israelische Soldaten im Südlibanon getötet. Israel schätzte, seit Beginn der Bodenoffensive etwa 1.200 Hisbollah-Kämpfer getötet zu haben.
Die israelische Armee meldete die Tötung eines UNRWA-Fahrers im Gazastreifen, der zugleich ein aktiv am Terrorangriff am 7. Oktober 2023 beteiligter Hamas-Kommandeur gewesen sei. Bei dem Angriff auf ein UN-Fahrzeug kam auch der Bruder des Mannes ums Leben. Ein UN-Sprecher bestätigte, dass der Name des getöteten Fahrers auf einer im Juli 2024 von Israel an die UN übermittelten Liste von 100 UNRWA-Mitarbeitern stand, die laut Israel dem militärischen Flügel der Hamas angehörten. Der UN-Sprecher sagte, man habe sofort auf die Übermittlung reagiert, um Kooperation gebeten und belastbare Informationen von Israel angefordert, diese seien jedoch ausgeblieben.
Die IDF veröffentlicht auf ihrer Homepage Namen und Fotos von 6 Al Jazeera Journalisten und bezeichnete diese als „Hamas und Islamischer Jihad Terroristen“ was von der Internationalen Journalisten-Föderation und Reporter ohne Grenzen als Angriff auf die Pressefreiheit kritisiert wird.

### 25. Oktober
Bei einem israelischen Luftangriff in Hasbaya im Südlibanon wurden drei Stunden nach Mitternacht laut lokalen Medienberichten drei libanesische Journalisten getötet. Ein Al-Jazeera-Reporter, der Zeuge des Einschlags war, sagte, es habe vorab weder eine Warnung vom israelischen Militär noch einen Evakuierungsbefehl für Hasbaya gegeben. Ziel des Angriffs war ein Gästehaus in einer Anlage, die bekanntermaßen von über einem Dutzend Journalisten von mindestens sieben verschiedenen Medienorganisationen als Unterkunft genutzt wurde. Die getöteten Journalisten arbeiteten für die proiranischen Sender Al-Manar und Al Mayadeen. Dem Komitee zum Schutz von Journalisten zufolge wurden seit Oktober 2023 mindestens 128 Tötungen von Journalisten und Medienschaffenden im Gazastreifen, im Westjordanland, in Israel und im Libanon dokumentiert. Israelische Versprechen, man werde die Vorfälle untersuchen, laufen laut Tagesschau in der Regel ins Leere.
Die Weltgesundheitsorganisation (WHO) berichtete, der Krieg habe die Schließung von einem Drittel aller Gesundheitseinrichtungen im Libanon erzwungen. Die verbleibenden Krankenhäuser und ihr Personal seien „überfordert“. Die WHO forderte einen Waffenstillstand und sicheren und ungehinderten humanitären Zugang für Hilfskräfte „im Einklang mit dem Völkerrecht“. Mehr als 1,2 Millionen Menschen seien vertrieben, im Nordlibanon sei aufgrund der sich verschlechternden Wasser- und Sanitärbedingungen ein Cholerafall gemeldet worden. Die WHO habe im vergangenen Jahr 53 Angriffe auf libanesische Gesundheitseinrichtungen dokumentiert, bei denen 99 Patienten und Mitarbeiter ums Leben kamen.
Der Hohe Flüchtlingskommissar der Vereinten Nationen erklärte, in der Nacht ohne Vorwarnung erfolgte israelische Luftangriffe auf den Hauptgrenzübergang zwischen Syrien und Libanon hätten die Straße unpassierbar gemacht. Dies würde es Flüchtlingen erschweren, dem Kampfgeschehen im Libanon zu entkommen. Etwa 430.000 Menschen waren seit Beginn der israelischen Offensive vom Libanon nach Syrien geflüchtet.
Bei israelischen Angriffen in der Nähe von Chan Yunis im Süden des Gazastreifens wurden nach Angaben des von der Hamas kontrollierten Gesundheitsministeriums mindestens 38 Menschen getötet, darunter laut Rettungskräften neun Kinder einer Familie. Die israelischen Streitkräfte hatten verlauten lassen, sie hätten in den letzten 24 Stunden „mehrere Terroristen durch Luft- und Bodenangriffe eliminiert und eine große Menge terroristische Infrastruktur zerstört“.
Das Gesundheitsministerium in Gaza meldete ferner, israelische Truppen hätten das Kamal-Adwan-Krankenhaus in Beit Lahiya, bei Dschabaliya im Norden des Gazastreifens, gestürmt und seine Evakuierung angeordnet. Der Direktor des Krankenhauses berichtete, das Gebäude sei unter Panzerbeschuss. Das israelische Militär erklärte, es würde „aufgrund von Geheimdienstinformationen über die Anwesenheit von Terroristen und terroristischer Infrastruktur in dem Gebiet in der Nähe des Kamal-Adwan-Krankenhauses in Dschabaliya“ Militäroperationen durchführen. Der Generaldirektor der Weltgesundheitsorganisation, Tedros Adhanom Ghebreyesus, meldete, seine Organisation habe den Kontakt mit dem Personal des Krankenhauses verloren. Jordaniens Außenminister warnte, Israel würde in Nord-Gaza gerade eine „ethnische Säuberung“ vornehmen.
Laut dem israelischen Rettungsdienst Magen David Adom wurden in Nordisrael mindestens neun Menschen durch Beschuss aus dem Libanon verletzt, zwei erlagen später ihren Verletzungen. Drei israelische Soldaten wurden bei Kämpfen in Nord-Gaza getötet.
Die UN-Beobachtermission UNIFIL meldete, Blauhelme seien am Dienstag erneut unter israelischen Beschuss gekommen.
UNICEF kritisierte das „tödlich langsame“ Tempo bei der Evakuierung kranker und verletzter Kinder aus dem Gazastreifen. Etwa 2.500 Kinder bräuchten dringend eine medizinische Behandlung außerhalb des abgeriegelten Palästinensergebiets. Die Zahl der evakuierten Kinder sei seit der Schließung des Grenzübergangs in Rafah auf 22 pro Monat gesunken. Dies führe zu vermeidbaren Todesfällen.
Der UN-Hochkommissar für Menschenrechte, Volker Türk, erklärte, im Norden des Gazastreifens sei nun der „dunkelste Moment“ gekommen, und forderte die Staatengemeinschaft dazu auf, die Bevölkerung im Gazastreifen vor schweren Menschenrechtsverletzungen zu schützen. „Wir sind möglicherweise mit Gräueltaten konfrontiert, die sich bis zu Verbrechen gegen die Menschlichkeit ausweiten könnten“, warnte er unter Bezug auf israelische Militäroperationen im Norden des Gazastreifens. Die gesamte Bevölkerung in diesem Gebiet sei von Bomben, Belagerung, Vertreibung und Hunger betroffen und dem Risiko ausgesetzt, festgenommen oder beschossen zu werden. 150.000 Menschen im Gazastreifen seien bereits tot, vermisst oder verletzt, und die Situation werde täglich schlimmer. Es könne dazu kommen, dass es keine Palästinenser mehr in Nord-Gaza gebe. „Völlig inakzeptabel“ sei allerdings auch, dass bewaffnete palästinensische Gruppen sich unter die Bevölkerung mischten und sie so in Gefahr brächten. Türk erinnerte UN-Mitgliedsstaaten an ihre Verpflichtung, nicht nur gegen Kriegsverbrechen vorzugehen, sondern auch Maßnahmen zu ihrer Vermeidung zu ergreifen, wenn eine diesbezügliche Gefahr erkennbar sei. „Ich flehe Sie an, den Schutz der Zivilbevölkerung und die Menschenrechte an erste Stelle zu setzen und dieses Minimum an Menschlichkeit nicht aufzugeben“, appellierte er an Staats- und Regierungschefs.

### 26. Oktober
In einer Vergeltungsaktion für den iranischen Angriff vom 1. Oktober griff Israel in der Nacht vom 25. auf den 26. Oktober Iran mit Kampfflugzeugen an. In Teheran waren mehrere Explosionen zu hören. Iran meldete Angriffe auf „Militärzentren“ in den Provinzen Teheran, Chuzestan (Südwesten) und Ilam (Westen), diese hätten „begrenzten Schaden“ verursacht. Vier Soldaten seien getötet worden. Syrische Medien meldeten, es habe in der Nacht auch in Syrien mehrere israelische Luftschläge gegeben. Israel erklärte den Angriff am Morgen für beendet. Die iranische Regierung erklärte unter Verweis auf die UN-Charta, sie habe „das Recht und die Pflicht, sich gegen ausländische Aggressionen zu verteidigen“. Arabische Staaten verurteilten den israelischen Angriff, ebenso die Türkei. Jordanien, die Vereinigten Arabischen Emirate, Saudi-Arabien und Katar, wo amerikanisches Militär stationiert ist, hatten der US-Regierung laut dem Wall Street Journal vor zwei Wochen mitgeteilt, dass ihre Lufträume für offensive militärische Operationen Israels und der USA gegen Iran gesperrt seien. Laut einem Bericht der New York Times griffen über 100 israelische Militärflugzeuge, darunter Kampfjets und unbemannte Drohnen, zuerst Luftabwehrsysteme in Syrien und im Irak an, um diese Länder daran zu hindern, die Angriffe abzufangen, und dann flogen Jets nach Iran und griffen dortige Luftabwehrsysteme an. Eine zweite Angriffswelle habe dann iranische Produktionsstätten für Langstreckenraketen zum Ziel gehabt. Außerdem wurde eine streng geheime Forschungsanlage für Atomwaffen auf der vermeintlich stillgelegten Militärbasis Parchin, die 30 Kilometer südlich von Teheran liegt, zerstört. In der Provinz Chuzestan wurden S-300-Flugabwehrsysteme in der Nähe einer Ölraffinerie, einer petrochemischen Anlage sowie des größten iranischen Hafens Bandar-e Imam Chomeini zerstört. Nahe der Hauptstadt Teheran bombardierten israelische Jets die Militärbasen Parchin und Khojir. Ziel waren darin gelegene Produktionsanlagen von Feststoffmotoren für ballistische Raketen.
Im Kamal-Adwan-Krankenhaus in Nord-Gaza fanden laut dem palästinensischen Gesundheitsministerium und dem Direktor des Krankenhauses Massenverhaftungen von Krankenhauspersonal und Patienten statt, nachdem israelische Truppen mit Panzern und Bulldozern in das Krankenhausgelände eingedrungen waren. Zwei Kinder seien infolge einer Beschädigung der Sauerstoffanlage verstorben. Tedros Adhanom Ghebreyesus, der Direktor der Weltgesundheitsorganisation, meldete, vier Mitarbeiter des Krankenhauses seien verletzt, 44 verhaftet und vier Krankenwagen beschädigt worden. Er forderte den Schutz von Gesundheitspersonal und eine Waffenruhe. Nach dem Abzug der israelischen Truppen seien nur noch weibliche Mitglieder des Krankenhauspersonals, ein männlicher Arzt und der Direktor des Krankenhauses übriggeblieben, um 200 Patienten zu versorgen, die „dringend medizinische Hilfe benötigen“. Die Situation in Nord-Gaza sei „katastrophal“.
Das libanesische Gesundheitsministerium meldete, 19 Menschen seien bei israelischen Angriffen getötet worden, das Gesundheitsministerium in Gaza meldete mindestens 30 Tote nach israelischen Angriffen auf mehrere Häuser in Beit Lahiya.
Die Hisbollah forderte Bewohner von über zwei Dutzend israelischen Siedlungen zur sofortigen Flucht auf, die Anwesenheit von Militäreinrichtungen mache sie zu legitimen Zielen. Nach israelischen Militärangaben wurden über 200 Geschosse aus dem Libanon abgefeuert. In Naharija seien Gebäude und Autos beschädigt worden.

### 27. Oktober
Israelische Luftangriffe töteten etwa 70 Menschen im Gazastreifen. Internet- und Telefonausfälle erschwerten die Berichterstattung über die Situation im Norden des Palästinensergebiets.
Bei einem mutmaßlichen Terroranschlag nördlich von Tel Aviv wurde ein Israeli getötet, als ein Lastwagen eine Bushaltestelle rammte. Etwa 40 weitere Menschen wurden verletzt. Der Fahrer, ein palästinensischer Staatsbürger Israels, wurde von einem bewaffneten Zivilisten erschossen.

### 28. Oktober
Das israelische Parlament beschloss, das UN-Palästinenserhilfswerk UNRWA müsse seine Arbeit in Israel im kommenden Jahr einstellen. Damit würden die UN-Helfer auch den Zugang zu den Palästinensergebieten über die von Israel kontrollierten Grenzübergänge verlieren. Westliche Verbündete Israels hatten sich im Vorfeld klar gegen ein solches Verbot ausgesprochen. Israel begründete das Verbot damit, UNRWA und seine Mitarbeiter seien an Terroraktivitäten gegen Israel beteiligt gewesen. Deswegen werde Israel alle Aktivitäten der Organisation innerhalb seines Territoriums stoppen. „UNRWA ist gleich Hamas“, sagte Boaz Bismuth von der rechtskonservativen Likud-Partei, einer der Initiatoren des Gesetzes. Ein im April 2024 veröffentlichter Prüfbericht, der von unabhängigen Experten unter Leitung der ehemaligen französischen Außenministerin Catherine Colonna erstellt wurde und israelische Vorwürfe gegen insgesamt zwölf UNRWA-Mitarbeiter untersuchte, teilte diese Einschätzung nicht.

### 29. Oktober
Die USA, China und Russland verurteilten Israels UNRWA-Verbot. Die EU forderte Israel auf, das Verbot zurückzunehmen.
Ein israelischer Angriff auf ein fünfstöckiges Wohnhaus in Beit Lahiya in Nord-Gaza tötete laut palästinensischen Angaben mindestens 93 Menschen. Der Sprecher des US-amerikanischen Außenministeriums, Matthew Miller, erklärte, die USA seien „zutiefst besorgt über den Verlust von Menschenleben in der Zivilbevölkerung bei diesem Vorfall. Dies war ein entsetzlicher Vorfall mit einem entsetzlichen Ergebnis“. Er verwies auf „Berichte über zwei Dutzend getötete Kinder“ bei dem Angriff.
Die UN-Botschafterin der USA, Linda Thomas-Greenfield, warf Israel vor, nichts zur Linderung der „katastrophalen humanitären Krise“ im Gazastreifen zu unternehmen. „Den Worten Israels müssen Taten vor Ort folgen“, sagte sie vor dem UN-Sicherheitsrat. „Im Moment ist das nicht der Fall.“

### 30. Oktober
Israel rief die Bewohner der im Ostlibanon gelegenen Stadt Baalbek und ihrer Vororte zur Flucht auf. Die Armee werde mit Gewalt gegen Stellungen der Hisbollah-Miliz vorgehen, teilte ein Sprecher des Militärs mit. Der Bürgermeister der Stadt meldete danach mehr als 20 Luftschläge in der historischen Stadt. Im benachbarten Duris wurden außerdem Dieseltanks getroffen. Das israelische Militär erklärte, hierbei habe es sich um Kraftstoffdepots der Hisbollah-Miliz gehandelt.
Human Rights Watch verurteilte Israels Angriffe auf medizinisches Personal und Gesundheitseinrichtungen im Libanon. Drei seit Anfang Oktober erfolgte Angriffe seien als Kriegsverbrechen zu werten.
Der UN-Sicherheitsrat sprach sich mit seltener Einstimmigkeit gegen Israels UNRWA-Verbot aus. Alle Mitglieder warnten in einer gemeinsamen Erklärung „nachdrücklich vor allen Versuchen, die Arbeit und das Mandat des UNRWA abzubauen oder zu beschneiden“. Eine Unterbrechung der Arbeit des Hilfswerks hätte „schwerwiegende humanitäre Folgen“ für Millionen palästinensischer Flüchtlinge. UN-Generalsekretär António Guterres sagte, die Welt müsse handeln, um die „ethnische Säuberung“ des Gazastreifens zu verhindern.

### 31. Oktober
Israelische Streitkräfte griffen erneut das Kamal-Adwan-Krankenhaus in Nord-Gaza an. Dabei wurden medizinische Hilfsgüter zerstört, die erst Tage zuvor von der Weltgesundheitsorganisation (WHO) angeliefert worden waren, berichteten das Gesundheitsministerium in Gaza und WHO-Sprecherin Dalia Mohsen. Das israelische Militär erklärte, es wisse nichts von einem Angriff auf das Kamal-Adwan-Krankenhaus, prüfe aber die Berichte. Die israelischen Truppen hatten sich am Montag nach einer dreitägigen Razzia aus dem Krankenhaus zurückgezogen, bei der sie den Großteil des medizinischen Personals festnahmen. Das Militär erklärte, die bei der Razzia festgenommenen Personen stünden im Verdacht, Kämpfer der Hamas zu sein. Die medizinische Hilfsorganisation Ärzte ohne Grenzen teilte mit, dass sich unter den Festgenommenen Dr. Mohammed Obeid, ein orthopädischer Chirurg, der für die Organisation arbeitet, befinde. „Wir sind zutiefst beunruhigt über die Inhaftierung unseres Kollegen“, erklärte die Gruppe. Seine Arbeit habe unzählige Leben gerettet. Israel wiederholte seine Behauptung, die Hamas habe eine eingebettete terroristische Infrastruktur und sei im Kamal-Adwan-Krankenhaus aktiv. Dr. Hussam Abu Safiyah, der Direktor des Krankenhauses, bat in einer aufgezeichneten Nachricht „jeden mit chirurgischen Kenntnissen“, der die Nachricht hören könnte, sich sofort im Kamal-Adwan-Krankenhaus zu melden. Es seien keine Chirurgen mehr vor Ort; es gebe Kinder mit lebensgefährlichen Schrapnellverletzungen, die dringende Operationen benötigten.
Die israelische Tageszeitung Haaretz berichtete, das israelische Militär hindere Zivilisten in Dschabaliya im Norden des Gazastreifens daran, in ihre Häuser zurückzukehren. Ob und wann die etwa 50.000 Bewohner überhaupt jemals zurückkehren dürften, sei unklar. Die Armee bestätigte, dass es sich hierbei um die Umsetzung „bestimmter Teile“ des sogenannten „Plans der Generäle“ oder Eiland-Plans handelte: alle Zivilisten zum Verlassen von Nord-Gaza auffordern, damit alle verbleibenden Menschen als Hamas-Mitglieder und somit als legitime Ziele für militärische Angriffe gelten können.
Ein Raketenangriff aus dem Libanon tötete laut einem Bericht des israelischen öffentlichen-rechtlichen Senders Kan einen israelischen Landwirt und vier thailändische Arbeiter in Metulla. Ein weiterer Mensch sei schwer verletzt worden. Insgesamt seien 30 Raketen auf Nord-Israel abgefeuert worden. Ein weiterer Angriff mit 25 Raketen tötete zwei Menschen in einem Olivenhain in der Nähe von Haifa.
Israel erklärte, an der syrisch-libanesischen Grenze Angriffe auf Waffenarsenale und Kommandozentren der Hisbollah durchgeführt zu haben. In Kusair in West-Syrien wurden laut der Syrischen Beobachtungsstelle für Menschenrechte drei Menschen getötet und fünf weitere verletzt.
Libanon meldete 68 israelische Luftangriffe in den letzten 24 Stunden, die meisten davon im Süden, unter anderem in der Umgebung von Nabatäa und in der Küstenstadt Tyrus.
Hamas-Sprecher Taher al-Nunu erklärte gegenüber der Nachrichtenagentur AFP, die Terrormiliz werde bei Verhandlungen jeden Vorschlag einer kurzfristigen Waffenruhe ablehnen. Man unterstützte ein dauerndes Ende des Kriegs, nicht eine vorübergehende Einstellung von Feindseligkeiten. Bei Geiselverhandlungen zwischen Mossad-Chef David Barnea, dem CIA-Direktor Bill Burns und dem Premierminister von Katar in Doha, die am vorigen Montag zu Ende gingen, wurde angeblich eine „kurzfristige“ Waffenruhe von „weniger als einem Monat“ vorgeschlagen.
Das israelische Militär erklärte, im Westjordanland eine Razzia durchgeführt und mehrere palästinensische Kämpfer getötet zu haben. Palästinensische Stellen sprachen von mindestens fünf Toten. Philippe Lazzarini, Leiter des UN-Hilfswerks UNRWA, beschuldigte Israel, bei der Razzia den UNRWA-Hauptsitz im Flüchtlingslager Nur Shams im Westjordanland schwer mit Bulldozern beschädigt zu haben. Auch seien mehrere Straßen sowie Wasser- und Elektrizitätsnetzwerke zerstört worden. Das israelische Militär erklärte, Lazzarinis Behauptungen seien „Terroristen-Propaganda“. Es habe nichts mit der Zerstörung des UNRWA-Hauptquartiers zu tun gehabt. Terroristen hätten in der Nähe des UNRWA-Gebäudes Sprengstoff platziert, der dann bei einem Versuch, IDF-Soldaten zu verletzen, gezündet wurde. Die Sprengsätze hätten wahrscheinlich Schäden an dem Gebäude verursacht. Israel hatte wenige Tage zuvor ein in drei Monaten einsetzendes Tätigkeitsverbot für UNRWA in Israel ausgesprochen.

## November 2024

### 1. November
Israelische Luftangriffe auf den zentralen Abschnitt des Gazastreifens führten laut palästinensischen Berichten erneut zu vielen Toten. Die palästinensische Nachrichtenagentur Wafa meldete unter Berufung auf medizinische Kreise, bei Bombardements auf das Flüchtlingslager Nuseirat sowie die Orte Deir al-Balah und Al-Sawaida seien mindestens 47 Palästinenser getötet und zahlreiche weitere Menschen verletzt worden. Wohngebiete seien Ziel der Angriffe gewesen. In Nuseirat seien Häuser getroffen worden, in denen Vertriebene untergebracht waren. Anwohner, die nach ersten Angriffen den Betroffenen zu Hilfe eilten, seien selbst Ziel weiterer Bombardements geworden. Die israelische Armee kündigte auf Anfrage an, die Berichte zu prüfen, und teilte mit, dass ihre Einsätze unter anderem im Zentrum des Gazastreifens weitergingen. Militärangaben zufolge griff die Luftwaffe innerhalb von 24 Stunden mehr als 200 Ziele im Gazastreifen und im Libanon an. Ziele seien Kommandozentralen und Raketenwerfer der Terrororganisationen Hamas und Hisbollah gewesen.
Israelische Medien berichteten nach der teilweisen Aufhebung einer Nachrichtensperre, in Israel seien mehrere Personen wegen des Verdachts der Weitergabe geheimer Informationen festgenommen worden. Eine der Verdachtspersonen habe eine Verbindung zu Netanjahus Büro und habe eng mit ihm zusammengearbeitet. Netanjahus dementierte, dass ein Mitarbeiter seines Büros festgenommen worden sei. Israelische Oppositionspolitiker warfen Netanjahu indirekt vor, für die angeblichen Leaks verantwortlich zu sein. Die durchgestochenen Informationen hatten Ende August und Anfang September zu Artikeln in der britischen Zeitung The Jewish Chronicle und der deutschen, Netanjahu nahestehenden Bild-Zeitung geführt, die mit Netanjahus damaligen Positionen zu den Geiselverhandlungen in Einklang standen. In den israelischen Medien wurden diese Berichte als Erfindungen beziehungsweise grobe Verfälschungen beschrieben; alle diesbezüglichen Artikel wurden anschließend von der Website der Jewish Chronicle entfernt. Das israelische Militär erklärte im September, ein von Bild als „geheimes Kriegspapier“ von Hamas-Führer Yahya Sinwar beschriebenes Dokument habe in Wirklichkeit von einem niedrigeren Hamas-Funktionär gestammt und sei zudem falsch wiedergegeben worden.
Die Weltgesundheitsorganisation (WHO) kritisierte israelische Angriffe auf Gesundheitspersonal und medizinische Einrichtungen im Libanon. WHO-Sprecherin Margaret Harris meldete, im Libanon seien bereits 102 medizinische Mitarbeiter getötet und weitere 83 verletzt worden. Dies seien schockierende Zahlen. „Wir verlieren Gesundheitspersonal zu einem Zeitpunkt, an dem es am dringendsten benötigt wird“, erklärte Harris.
UN-Hilfsorganisationen kündigten die Wiederaufnahme von Polio-Impfungen in Gaza-Stadt an. Ab dem 2. November sollen 120.000 Kinder die zweite Dosis erhalten, teilte UNRWA mit. Dies geschehe zu einer Zeit, in der Nord-Gaza „unerbittlich bombardiert“ werde; etwa 15.000 Kinder unter 10 Jahren in Dschabaliya, Deir al-Balah und Beit Hanun seien wegen der anhaltenden Kämpfe unerreichbar.
Der Ständige interinstitutionelle Ausschuss der Vereinten Nationen beschrieb die Situation in Nord-Gaza in einer gemeinsamen Erklärung der UN-Organisationsleiter als „apokalyptisch“. Das Gebiet werde seit fast einem Monat belagert, grundlegende Hilfe und lebensrettende Güter würden verweigert, während die Bombardierung und andere Angriffe andauerten. Allein in den letzten Tagen seien Hunderte von Palästinensern, die meisten davon Frauen und Kinder, getötet worden, Tausende seien erneut vertrieben worden. Die gesamte palästinensische Bevölkerung im nördlichen Gazastreifen sei in unmittelbarer Gefahr, an Krankheiten, Hunger und Gewalt zu sterben.

### 2. November
Israel flog weitere Luftangriffe auf Nord-Gaza und kündigte an, der Einsatz in Dschabaliya werde ausgeweitet. Die humanitäre Lage in Dschabaliya ist Augenzeugen zufolge katastrophal.
Israels Landesmitte wurde in der Nacht mit drei Raketen angegriffen. Laut Polizeiangaben wurden 19 Menschen in der Region verletzt, elf davon in der mehrheitlich arabischen Stadt Tira etwa 25 Kilometer nordöstlich von Tel Aviv. In Achziv in Nord-Israel wurde eine Industrieanlage beschädigt.
Die USA meldeten die Verlegung weiterer Militärkräfte in den Nahen Osten. Verteidigungsminister Lloyd Austin habe die Entsendung weiterer Kriegsschiffe zur Raketenabwehr, eines Jagdgeschwaders und mehrerer Tankflugzeuge und Langstreckenbomber des Typs B-52 genehmigt.
In der libanesischen Hafenstadt Batrun gingen Berichten zufolge israelische Soldaten an Land und nahmen eine Person gefangen. Bei der entführten Person soll es sich um ein Hisbollah-Mitglied handeln. Das israelische Militär erklärte, der Mann sei auf israelisches Territorium gebracht worden und werde verhört. Von Israel gemeldet wurde außerdem die Tötung eines weiteren Hisbollah-Kommandeurs im Südlibanon.
Libanesische Behörden erklärten, es seien bisher fast 3.000 Menschen bei israelischen Angriffen im Libanon getötet worden. Unter den Todesopfern seien knapp 600 Frauen und 183 Minderjährige.
Die Weltgesundheitsorganisation (WHO) meldete, bei einem Angriff auf ein Polio-Impfzentrum in der nördlichen Hälfte des Gazastreifens seien vier Kinder und zwei Erwachsene verletzt worden. Dies sei während einer vereinbarten humanitären Pause geschehen. Der Zivilschutz in Gaza sagte, ein israelischer Quadrocopter habe Raketen auf das Zentrum abgefeuert. Die israelischen Streitkräfte erklärten, eine erste Überprüfung habe ergeben, dass sie zur fraglichen Zeit keine Angriffe in dem fraglichen Gebiet durchgeführt hätten.

### 3. November
Israel meldete weitere Angriffe in Dschabaliya in Nord-Gaza. UNICEF meldete einen vermutlich von einem Quadrocopter durchgeführten Angriff auf das Privatfahrzeug einer an der Impfkampagne beteiligten UNICEF-Mitarbeiterin in Dschabaliya-Nazla und sagte, israelische Angriffe hätten in den letzten 48 Stunden über 50 Kinder in Dschabaliya getötet. Vertreibung und Evakuierungsbefehle dürften gemäß humanitärem Völkerrecht nicht als Rechtfertigung angesehen werden, alle verbleibenden Menschen in einem Gebiet als legitime militärische Ziele anzusehen, erklärte die UNICEF-Direktorin Catherine Russell und forderte die Einstellung israelischer Angriffe auf Zivilpersonen, einschließlich humanitärer Helfer, und auf die noch verbleibenden Rest von Gazas Infrastruktur.
Das türkische Außenministerium erklärte, es habe ein von 52 Ländern unterzeichnetes Schreiben an die UN gerichtet, das die Einstellung von Waffenlieferungen an Israel fordere. Der Verkauf von Waffen an Israel stelle eine Beteiligung an einem Völkermord dar.
In mehreren Dörfern im Südlibanon kam es zu weiteren Kämpfen zwischen der Hisbollah und israelischen Bodentruppen. Das libanesische Gesundheitsministerium meldete Beschädigungen von Krankenhäusern in Tebnine und Baalbek. Die UN warnten, die humanitäre Lage im Libanon sei schlimmer als im Krieg 2006.
Israel meldete erstmals Bodenoperationen in Syrien. Man habe einen syrischen Staatsbürger mit Verbindungen zu Iran festgesetzt.
Die USA warnten Iran vor einem weiteren Angriff auf Israel. Man könne Israel in einem solchen Fall nicht mehr zur Zurückhaltung bewegen. Ali Fadawi, Vize-Kommandeur der iranischen Revolutionsgarden, kündigte laut der iranischen Nachrichtenagentur Tasnim an, ein Militärschlag gegen Israel werde auf jeden Fall stattfinden.

### 4. November
Ein israelisches Gericht verlängerte die Haft von Eliezer Feldstein, einem ehemaligen Sprecher von Ministerpräsident Netanjahu. Feldstein sowie zwei Mitarbeiter von Netanjahus Büro waren festgenommen worden, weil sie angeblich Geheimdienstinformationen an die Bild-Zeitung und The Jewish Chronicle weitergegeben und zum Teil verfälscht hätten, um Einfluss auf die israelische Öffentlichkeit zu nehmen. Dies habe Menschenleben in Gefahr gebracht. Geiselfamilien beschuldigten Netanjahu, die Geiselverhandlungen absichtlich torpediert zu haben. Benny Gantz, der bis vor kurzem dem Kriegskabinett Netanjahus angehörte, sagte, wenn sensible Sicherheitsinformationen für eine „politische Überlebenskampagne“ verwendet würden, sei dies nicht nur eine Straftat, sondern „ein Verbrechen gegen die Nation“. Oppositionsführer Jair Lapid erklärte, wenn Netanjahu von den Leaks gewusst habe, sei er „mitschuldig an einem der schwersten Sicherheitsverstöße“, und wenn er es nicht gewusst habe, sei er nicht für sein Amt geeignet.
Israel benachrichtigte die Vereinten Nationen über die Umsetzung des UNRWA-Verbots. Die Gesetzgebung werde in drei Monaten in Kraft treten. UNRWA warnte, das Verbot werde zu einem „Zusammenbruch“ der humanitären Hilfe im Gazastreifen führen.
Gewalttätige israelische Siedler setzten laut Augenzeugenberichten in der Nähe von Ramallah im Westjordanland 18 Fahrzeuge von Palästinensern in Brand. Die USA äußerten Besorgnis. Auch habe sich hinsichtlich der humanitären Situation in Nord-Gaza bisher, trotz eines im Oktober geschickten Mahnschreibens der USA, keine ausreichende Verbesserung ergeben.
Die israelische Armee führte Luftangriffe auf Randbezirke von Damaskus durch.
Der israelische Verteidigungsminister Joaw Galant genehmigte gemäß einer Empfehlung der israelischen Armee die Aussendung von Einberufungsbescheiden an 7.000 ultraorthodoxe Israelis. Eine erste Welle von 3.000 solchen Bescheiden im Juli 2024 hatte massive Proteste von ultraorthodoxen Männern ausgelöst.

### 5. November
Der israelische Ministerpräsident Benjamin Netanjahu entließ seinen Verteidigungsminister Joaw Galant und ersetzte ihn mit dem bisherigen Außenminister Israel Katz. Es habe eine „Vertrauenskrise“ zwischen ihm und Galant gegeben. Galant nannte Meinungsverschiedenheiten bei drei Themen als Auslöser seiner Entlassung: seine Ablehnung eines Gesetzes, das viele ultraorthodoxe Männer in Israel vom Wehrdienst befreien würde, seine Forderung eines Geiseldeals und seine Forderung einer staatlichen Kommission zur Untersuchung der Ereignisse am 7. Oktober 2023.
Die für palästinensische Zivilisten zuständige israelische Verteidigungsbehörde COGAT meldete, sie habe 72 Patienten aus Krankenhäusern im Norden des Gazastreifens in Sicherheit gebracht und in anderen medizinischen Einrichtungen untergebracht. Zudem seien medizinische Hilfsgüter sowie Treibstoff, Lebensmittel, Wasser und Blutkonserven geliefert worden. Die USA hatten Israel am Vortag ein schlechtes Zeugnis bezüglich der geforderten Verbesserung der Hilfslieferungen ausgestellt. Die Weltgesundheitsorganisation (WHO) meldete, die Krankenhäuser im Norden des Gazastreifen seien nur noch minimal funktionsfähig. Ein WHO-Sprecher forderte regelmäßige Lieferungen von Blutkonserven, Treibstoff und Lebensmitteln und den Stopp israelischer Angriffe auf Krankenhäuser.
Israel rief alle Bewohner von Beit Lahiya in Norden des Gazastreifens auf, die Stadt zu verlassen. Wer bleibe, riskiere sein Leben.

### 6. November
Abschluss der Polio-Impfkampagne im Gazastreifen
Die Weltgesundheitsorganisation (WHO) und die UNICEF meldeten den Abschluss der Impfkampagne gegen Poliomyelitis (kurz: Polio) im Gazastreifen. 556.774 Kinder unter zehn Jahren hätten eine zweite Dosis des Polio-Impfstoffes erhalten. Allerdings hätte man 7.000 bis 10.000 Kinder im Norden wegen der andauernden israelischen Großoffensive nicht erreichen können. Über 552.000 palästinensischen Kindern konnte eine erste Impfstoffdosis zum Schutz bereits am 12. September 2024 während „humanitärer Kampfpausen“ verabreicht werden. Ziel der hohen Impfquote war, eine regionalen Epidemie der Infektionskrankheit im Kriegsgebiet zu verhindern.
Gespräch zwischen Netanjahu und Trump
Das Büro des israelischen Premierministers meldete, Benjamin Netanjahu habe ein „warmes und herzliches Gespräch“ mit dem Sieger der US-Präsidentschaftswahlen Donald Trump geführt. Es wurde über „die iranische Bedrohung“ und über die weiterführende Zusammenarbeit bei Israels Sicherheit gesprochen.
Vergeltungsschlag für Raketenbeschuss durch die Hisbollah
Israel griff nach weiterem Raketenbeschuss durch die Hisbollah-Miliz, der mehrere Schwerverletzte im Norden Israels verursachte, Ziele im Süden von Beirut an.

### 7. November
Das israelische Parlament verabschiedete mit 61:41 Stimmen ein von Premierminister Netanjahu eingebrachtes Gesetz zur Abschiebung von Verwandten palästinensischer Terroristen. Das Gesetz solle für palästinensische Bürger Israels und Palästinenser im annektierten Ostjerusalem gelten, die von Anschlägen ihrer Familienmitglieder Kenntnis hatten oder eine „Unterstützung oder Identifikation mit dem terroristischen Akt zum Ausdruck bringen“. Solche Menschen sollten dann für einen Zeitraum von sieben bis 20 Jahren entweder in den Gazastreifen oder an einen anderen Ort deportiert werden können. Rechtsexperten sagten, das Gesetz sei „populistischer Unsinn“ und gingen davon aus, dass jeder Versuch, israelische Bürger in ein anderes Land oder den Gazastreifen zu deportieren, an den israelischen Gerichten scheitern würde.
Laut UNIFIL wurden in Sidon im Südlibanon fünf UN-Blauhelmsoldaten bei einem israelischen Luftangriff leicht verletzt. Die libanesische Armee berichtete, der Angriff habe einem Auto gegolten, das einen Kontrollpunkt in Sidon passierte. Dabei seien drei Libanesen, die sich im Auto befanden, getötet und drei Soldaten, die den Kontrollpunkt besetzten, sowie Mitglieder des malaysischen Kontingents der UN-Friedensmission im Libanon verletzt worden.
Die israelischen Streitkräfte distanzierten sich von Bemerkungen eines israelischen Brigadegenerals, denen zufolge den aus Nord-Gaza vertriebenen Palästinensern die Rückkehr verweigert werden würde. In einer Pressekonferenz am Dienstag hatte Brigadegeneral Itzik Cohen gegenüber israelischen Reportern erklärt, man habe nicht die Absicht, den Bewohnern des nördlichen Gazastreifens die Rückkehr zu gestatten. Außerdem sagte er, dass humanitäre Hilfe „regelmäßig“ in den Süden des Gebiets gelangen dürfe, im Norden jedoch „keine Zivilisten mehr“ seien. Menschenrechtsgruppen und Hilfsorganisationen behaupteten, dass Israel trotz wiederholter Dementis offenbar eine Version des so genannten „Plans der Generäle“ durchführe, der vorsieht, Zivilisten eine Frist zum Verlassen des Landes zu setzen und dann alle verbliebenen Menschen als Kombattanten zu behandeln. Ein israelischer Armeesprecher sagte, die während einer Diskussion über Dschabaliya gefallenen Bemerkungen spiegelten „nicht die Ziele und Werte der IDF wider“.

### 8. November
Das UN-Menschenrechtsbüro veröffentlichte eine Analyse von verifizierten Todesfällen in Gaza im Zeitraum November 2023 bis April 2024. Demnach seien 80 Prozent der Menschen in zivilen Häusern getötet worden, 70 Prozent der Todesopfer seien Frauen und Minderjährige. Die Altersgruppe mit den meisten Todesfällen waren fünf- bis neunjährige Kinder, gefolgt von Zehn- bis 14-Jährigen und von Neugeborenen und Kindern von bis zu vier Jahren. Die wahre Zahl der Todesopfer übersteige die offiziellen Todeszahlen – derzeit über 43.000 laut Angaben des Gesundheitsministeriums in Gaza – wahrscheinlich bei Weitem, da Tausende Tote unter Trümmern begraben liegen. Die Tötung von Zivilisten und andere von Israel und der Hamas begangene Völkerrechtsverstöße könnten in vielen Fällen als Kriegsverbrechen oder Verbrechen gegen die Menschlichkeit zu werten sein; insoweit sie „in der Absicht begangen wurden, eine nationale, ethnische, rassische oder religiöse Gruppe ganz oder teilweise zu zerstören, könnten sie auch einen Völkermord darstellen“, hieß es in dem Bericht. UN-Menschenrechtskommissar Volker Türk erklärte: „Unsere Beobachtungen zeigen, dass dieses beispiellose Ausmaß an getöteten und verletzten Zivilisten eine unmittelbare Folge der Nichteinhaltung grundlegender Prinzipien des humanitären Völkerrechts ist – insbesondere der Prinzipien der Unterscheidung, der Verhältnismäßigkeit und der Vorsichtsmaßnahmen bei Angriffen. Tragischerweise dauern diese dokumentierten Verstöße auch über ein Jahr nach Kriegsbeginn unvermindert an.“ Israel wies den Bericht zurück.
Die UN-Friedensmission im Libanon teilte mit, zwei israelische Bagger und ein Bulldozer hätten erneut ein Gelände der Blauhelmsoldaten in Naqura beschädigt. Dies sei ein eklatanter Völkerrechtsverstoß.
Die USA verlegten mehrere normalerweise in England stationierte Kampfflugzeuge vom Typ F-15 in den Nahen Osten.
Bei israelischen Angriffen in Tyros im Südlibanon wurden nach libanesischen Angaben mindestens drei Menschen getötet und 30 weitere verletzt. Die israelische Armee ließ verlauten, sie habe Kommandozentralen der Hisbollah in der Küstenstadt bombardiert.
Internationale Experten für Ernährungssicherheit warnten vor einer „unmittelbar bevorstehenden Hungersnot“ im Norden des Gazastreifens. In einem Aufruf sagten die unabhängigen Experten der IPC-Initiative mit Sitz in Rom, alle direkt oder mittelbar an dem Konflikt beteiligten Akteure müssten jetzt handeln, um diese katastrophale Situation abzuwenden.

### 9. November
Katar gab seine Vermittlerrolle bei den Geiselverhandlungen auf. Man könne nicht vermitteln, „solange es eine Weigerung gibt, in gutem Glauben über eine Vereinbarung zu verhandeln“, teilte ein Diplomat mit.

### 10. November
Bei israelischen Luftangriffen auf Dschabaliya im Norden des Gazastreifens wurden in den frühen Morgenstunden nach Angaben des Zivilschutzes in Gaza 25 Menschen, darunter 13 Kinder, getötet und 30 weitere verletzt.

### 11. November
Tötung des Kommandeurs des Islamischen Dschihads in Palästina (PIJ)
Wie die israelischen Verteidigungsstreitkräfte (IDF) mitteilten, wurde der Kommandeur der militant-islamistischen Terrororganisation Islamischer Dschihad in Palästina (PIJ), Mohammed Abu Sachil, bei einem Angriff auf eine ehemalige Schule im Norden Gazas getötet. Bei dem Angriff der IDF wurden auch seine Tochter und drei weitere Personen getötet. Abu Sachil hatte die Führungsposition im PIJ übernommen, nachdem sein Vorgänger bereits im Mai 2024 getötet worden war. Der Tod ihres militärischen Führers wurde von der PIJ bestätigt.
Israelisches Militär rückt in Flüchtlingslager Nuseirat vor
Israels Militär rückte in den Westteil des Flüchtlingslagers Nuseirat im Zentrum des Gazastreifens vor. Palästinensische Sanitäter teilten mit, seit Sonntagabend seien durch israelischen Beschuss mindestens elf Menschen getötet worden. Einwohner berichteten, israelische Panzer hätten beim Eindringen in das Lager Feuer eröffnet und Panik ausgelöst.
Kriegsbilanz – bisher 200 getötete Kinder im Libanon
UNICEF meldete den Tod von mehr als 200 Kindern im Libanon seit Beginn des Konflikts mit der Hisbollah-Miliz.
Raketenangriff der Hisbollah auf den Norden Israels
Die Hisbollah-Miliz feuerte laut israelischen Angaben etwa 50 Raketen auf Nord-Israel ab. Nach Angaben des Rettungsdienstes Magen David Adom wurden dabei drei Menschen verletzt, darunter ein einjähriges Kind.
US-Armee greift mit Iran verbündete Guerillakämpfer in Syrien an
Die US-Armee meldete, sie habe Ziele in Syrien angegriffen. Dabei habe es sich um mit Iran verbündete Gruppen gehandelt.

### 12. November
Die USA erklärten, sie würden die Militärhilfe für Israel nicht wie vor einem Monat angedroht einschränken. Israel habe mehr Hilfsgüter in den Gazastreifen gelassen, erklärte ein Sprecher des US-Außenministeriums. Weitere Verbesserungen seien zwar notwendig, doch seien die USA „zum aktuellen Zeitpunkt nicht zur Einschätzung gelangt, dass die Israelis gegen US-Recht“ verstießen. Die Vereinten Nationen erklärten, Israel habe im vergangenen Monat 85 Prozent der Hilfskonvois blockiert oder ihnen Zugang zum Norden des Gazastreifens verweigert.

### 14. November
Israel bombardierte binnen 24 Stunden über 100 Ziele in Gaza und dem Libanon. Sowohl im Südlibanon als auch in den südlichen Vororten von Beirut wurden am Vormittag weitere Luftangriffe gemeldet.
Die Menschenrechtsorganisation Human Rights Watch warf Israel in einem Bericht vor, mit seinen wiederholten Evakuierungsaufforderungen im Gazastreifen das „Kriegsverbrechen der Zwangsumsiedlung“ zu begehen. Zudem sei wohl auch der Tatbestand der ethnischen Säuberung erfüllt. Die israelische Militärbehörde COGAT wies die Vorwürfe zurück. Wenn Israel eine Evakuierung anordne, geschehe dies, um das Leben der Zivilisten im Gazastreifen zu schützen.
Der EU-Außenbeauftragte Josep Borrell äußerte in einem Brief an die EU-Außenminister „ernsthafte Bedenken über mögliche Verletzungen des humanitären Völkerrechts in Gaza“. Israel habe diese „bisher nicht ausreichend ausgeräumt“. Angesichts dessen werde er „vorschlagen, dass die EU die Menschenrechtsklausel anwendet, um den politischen Dialog mit Israel auszusetzen.“ Diplomatische Kreise in Brüssel meldeten, seine Initiative habe wenig Aussicht auf Erfolg; mit der hierzu erforderlichen einstimmigen Entscheidung der EU-Außenminister sei nicht zu rechnen. Die deutsche Außenministerin Annalena Baerbock lehnte den Vorschlag ab: „Wir setzen uns immer dafür ein, Gesprächskanäle offen zu halten. Dies gilt selbstverständlich auch für Israel“, ließ sie verlauten.
Die syrische Nachrichtenagentur SANA meldete mindestens 15 Tote und 16 Verletzte bei einem Luftangriff in einem Vorort von Damaskus. Das israelische Armeeradio meldete, der Angriff habe einem Hauptquartier der militanten palästinensischen Gruppe Islamischer Dschihad und anderen Einrichtungen gegolten.
Ein UN-Ausschuss kritisierte Israels Methoden der Kriegsführung im Gazastreifen. Man sehe die Merkmale eines „Völkermordes“ erfüllt. Israel setze „Hunger als Kriegsmethode“ ein und füge der palästinensischen Bevölkerung eine „kollektive Bestrafung“ zu. Die Vereinigten Staaten widersprachen dieser Einschätzung: „Wir denken, dass diese Art von Formulierung und diese Art von Anschuldigungen sicherlich unbegründet sind.“ Die USA widersprachen auch dem Zwangsumsiedlungsvorwurf von Human Rights Watch. Die Zwangsumsiedlung von Palästinensern wäre für die USA eine „rote Linie“, doch es sei „völlig in Ordnung und akzeptabel, Zivilisten zu bitten, ein bestimmtes Gebiet zu evakuieren, während bestimmte militärische Operationen durchgeführt werden“ und es ihnen anschließend zu ermöglichen, wieder in ihre Häuser zurückzukehren, sagte ein Sprecher. Man habe „keine Art von spezifischer Zwangsverschiebung“ gesehen.
Israel meldete die Einfahrt von 15 Lastwagen mit aus den Vereinigten Arabischen Emiraten stammenden Hilfsgütern in Nord-Gaza. UN-Hilfsorganisationen bestätigten die Ankunft der Hilfsgüter zunächst nicht. Lastwagen mit Hilfsgütern hätten in der vorigen Woche zwar die Grenze zum Gazastreifen überquert, seien aber nicht an den Bestimmungsorten angekommen, weil das israelische Militär ihren Bewegungsfreiraum einschränkte und hungrige Menschen sich aus den Lastwagen bedient hätten.

### 15. November
Ärzte ohne Grenzen warf Israel vor, den sogenannten „Plan der Generäle“ oder Eiland-Plan umzusetzen, der die gewaltsame Vertreibung oder Tötung der Palästinenser in Nord-Gaza vorsieht. Die aktuelle Art der Kriegsführung im Norden verstärke zusammen mit der von israelischer Seite gegenüber Palästinensern verwendeten dehumanisierenden Sprache den Eindruck, dass der Plan umgesetzt werde. Israel bestritt jede derartige Absicht und erklärte, die im letzten Monat begonnenen Offensiven seien ein Versuch, die Hamas daran zu hindern, sich in Gebieten neu zu gruppieren, die in früheren Kampfrunden mehrfach geräumt wurden.

### 17. November
Bei einem israelischen Luftangriff in Beirut wurde Mohammad Afif, der Pressesprecher der Hisbollah, getötet.
Ein Luftangriff auf ein fünfstöckiges Wohnhaus in Beit Lahiya im Norden des Gazastreifens tötete laut Angaben des örtlichen Zivilschutzes mindestens 34 Menschen, darunter Kinder, Dutzende weitere Menschen wurden vermisst. Die Opferzahlen ließen sich nicht unabhängig bestätigen. Am selben Tag abgeworfene Flugblätter hatten zur unverzüglichen Evakuierung des nördlichsten Teils des Palästinensergebiets aufgerufen.

### 21. November
Der Internationale Strafgerichtshof erließ auf den im Mai 2024 durch den Chefankläger Karim Khan gestellten Antrag Haftbefehle wegen mutmaßlicher Kriegsverbrechen und Verbrechen gegen die Menschlichkeit gegen den israelischen Premier Benjamin Netanjahu, den ehemaligen israelischen Verteidigungsminister Joaw Galant und den Hamas-Anführer Mohammed Deif. Es gebe ausreichende Gründe für die Annahme, dass Netanjahu und Galant „absichtlich und wissentlich der Zivilbevölkerung im Gazastreifen wesentliche Dinge für ihr Überleben einschließlich Nahrung, Wasser sowie Medikamente und medizinische Hilfsmittel sowie Brennstoffe und Strom vorenthalten“ hätten. Israelische Anfechtungen seiner Gerichtsbarkeit wies der Gerichtshof zurück. Ob der seit dem 7. Oktober 2023 wegen möglicher Kriegsverbrechen und Verbrechen gegen die Menschlichkeit gesuchte Deif noch am Leben war, war unklar; laut israelischen Meldungen wurde er bei einem Bombenangriff im Gazastreifen getötet. Die Hamas hatte seinen Tod allerdings nie bestätigt.
Die israelische Regierung kritisierte den Haftbefehl, nannte diesen „antisemitisch“ und einen „modernen Dreyfus-Prozess“. Die gegen Netanjahu erhobenen Vorwürfe seien „falsch und absurd“. Die israelische Regierung versuchte außerdem, den Internationalen Strafgerichtshof als ein „voreingenommenes und diskriminierendes politisches Gremium“ zu diskreditieren. Gegen den Chefankläger Karim Ahmad Khan erhob sie ebenfalls Vorwürfe.
EU-Kommissar Josep Borrell wies darauf hin, dass die Entscheidungen des Gerichtshofs für alle Vertragsstaaten des Rom-Statuts – also auch für alle EU-Mitgliedstaaten – bindend sind und von diesen umgesetzt werden müssen.

### 22. November
Das libanesische Gesundheitsministerium meldete, der Krieg zwischen der militant-islamistischen Hisbollah-Miliz und Israel habe bislang mehr als 3.500 Menschenleben gefordert, die meisten davon seit der Eskalation des Konflikts gegen Ende September 2024. Die Anzahl der durch Hisbollah-Beschuss verursachten Toten in Nord-Israel belief sich auf 77, darunter 46 Zivilisten.
Die israelischen Streitkräfte führten Luftangriffe in den südlichen Vororten von Beirut durch. Israels Armee hatte zuvor Evakuierungsaufrufe herausgegeben.
Die UN meldete, es seien in diesem Jahr weltweit bisher 281 humanitäre Helfer getötet worden, 178 davon in den palästinensischen Gebieten. Damit sei der bisherige Rekord in der seit 1997 geführten Statistik, 280 im Jahr 2023, nun überstiegen. Die meisten der getöteten Helfer seien lokale Mitarbeiter von Nichtregierungsorganisationen, UN-Institutionen und dem Roten Kreuz gewesen.

### 23. November
Die Hamas meldete den Tod einer weiblichen israelischen Geisel. Sie sei bei einem israelischen Luftangriff im Norden des Gazastreifens ums Leben gekommen. Eine weitere weibliche Geisel sei dabei lebensgefährlich verletzt worden. Das israelische Militär erklärte, man sei mit der Familie der angeblich getöteten Geisel in Kontakt. Man prüfe den Bericht und könne die Angaben derzeit weder bestätigen noch widerlegen.
Bei einem ohne Vorwarnung erfolgten israelischen Angriff auf einen achtstöckigen Wohnblock in der Stadtmitte von Beirut wurden in den frühen Morgenstunden mindestens 20 Menschen getötet und 66 weitere verletzt. Ziel des Angriffs war laut libanesischen Sicherheitskreisen ein Hisbollah-Funktionär.
Palästinensische Mediziner meldeten, bei israelischen Angriffen im Gazastreifen seien in den vergangenen 48 Stunden mindestens 120 Menschen getötet worden. Unter den Toten sei eine siebenköpfige Familie in Seitun, einem Vorort von Gaza-Stadt, deren Haus in der Nacht zum Samstag getroffen wurde. Die anderen Opfer seien bei weiteren Angriffen im zentralen und südlichen Teil des Gazastreifens getötet worden.
Israelische Truppen drangen laut Angaben aus libanesischen Sicherheitskreisen weiter in den Südlibanon vor. Am Ortseingang des überwiegend von Christen bewohnten und strategisch für die Kontrolle des Litani bedeutsamen Orts Deir Mimas sei ein israelischer Kontrollpunkt eingerichtet worden.

### 24. November
Die linksliberale israelische Zeitung Haaretz, weithin als wichtigstes mediales Gegengewicht zur rechten Regierung Israels angesehen, wurde nach eigener Darstellung darüber informiert, dass israelische Regierungsstellen und von der Regierung finanzierte Organisationen nicht mehr mit der Redaktion der Zeitung kommunizieren oder Anzeigen in ihr schalten würden. Die von Kommunikationsminister Shlomo Karhi vorgeschlagene Maßnahme sei von Regierungschef Benjamin Netanjahu gebilligt worden. Karhi hatte der Zeitung schon in der Vergangenheit „defätistische, falsche Propaganda“ vorgeworfen. Haaretz-Verleger Amos Schocken wiederum hatte die Regierung Netanjahu einige Wochen zuvor scharf kritisiert und von einem „grausamen Apartheid-Regime gegen die palästinensische Bevölkerung“ gesprochen.
Das israelische Militär erließ Evakuierungsbefehle für Schudschaja, einen östlichen Vorort von Gaza-Stadt, die eine neue Vertreibungswelle auslösten.
Die Hisbollah-Miliz feuerte laut israelischen Angaben 250 Geschosse auf Israel ab. Mehrere Menschen wurden verletzt. Die Miliz selbst teilte mit, sie habe Drohnen- und Raketenangriffe auf militärische Anlagen in Israel durchgeführt, auch der Stützpunkt Glilot in der Nähe von Tel Aviv sei dabei angegriffen worden. Im Süden habe man sechs israelische Panzer zerstört.
Israel bombardierte erneut Ziele in Beiruter Vororten. Kurz zuvor waren Evakuierungsaufrufe an die Bewohner ergangen. Beiruter Schulen und Universitäten setzten wegen der „gefährlichen Bedingungen“ den Präsenzunterricht bis Ende des Jahres aus.
In den Vereinigten Arabischen Emiraten wurde ein vermisster israelisch-moldauischer Rabbiner tot aufgefunden. Die VAE-Behörden nahmen drei Verdachtspersonen fest. Ministerpräsident Benjamin Netanjahu nannte die Ermordung des Rabbiners einen „antisemitischen Terrorakt“.

### 27. November
Im Libanon trat ein von den USA und Frankreich vermitteltes zweimonatiges Waffenruheabkommen zwischen Israel und der Hisbollah in Kraft. Das Waffenruheabkommen sah vor, dass die Kämpfe zunächst für zwei Monate eingestellt werden sollten. Die Hisbollah sollte ihre Präsenz südlich des Litani-Flusses an der südlibanesischen Grenze aufgeben, während israelische Truppen sich aus dem Libanon zurückziehen sollten. Die libanesische Armee und Blauhelmsoldaten der UN-Beobachtermission UNIFIL sowie ein Gremium unter US-Vorsitz sollten die Umsetzung des Abkommens überwachen.

### 28. November
Die libanesische Armee beschuldigte Israel, den Waffenstillstand durch einen Luftangriff und den Beschuss mehrerer libanesischer Dörfer verletzt zu haben. Israel warf seinerseits der Hisbollah vor, mehrfach gegen das Abkommen verstoßen zu haben. Israelische Einsätze hätten darauf abgezielt, Mitglieder der Miliz daran zu hindern, in den Süden des Libanons vorzudringen, auch ein Waffenlager mit Mittelstreckenraketen sei wegen „terroristischer Aktivität“ angegriffen worden.

### 29. November
Im völkerrechtswidrig besetzten Westjordanland wurden laut israelischen Angaben mehrere Menschen verletzt, als ein Palästinenser Feuer auf einen israelischen Bus eröffnete. Der mutmaßliche Täter wurde getötet.
Eine UN-Delegation erklärte, der Gazastreifen sei in die „Anarchie“ abgeglitten. Es gebe „weit verbreitete Plünderungen“ und „Kämpfe um die knapper gewordenen Ressourcen“. Krankenhausangaben zufolge wurden in Deir al-Balah im Zentrum des Gazastreifens drei Palästinenserinnen in einer vor einer Bäckerei stehenden Menschenmenge zu Tode gequetscht. Sie hatten angestanden, um Brot zu kaufen.
Sanitäter und Ärzte meldeten über 40 Tote im Gazastreifen, allein im Flüchtlingslager Nuseirat habe es 20 Tote gegeben. Der Zivilschutz meldete weitere 75 Tote in Beit Lahiya im Norden des Gazastreifens. Die Angaben unterschieden nicht zwischen Zivilisten und Kämpfern.

### 30. November
Mosche Jaalon, ehemaliger Generalstabschef der Israelischen Verteidigungsstreitkräfte und Ex-Verteidigungsminister, bezeichnete das Vorgehen der israelischen Armee im Norden des Gazastreifens als ethnische Säuberung und warf Israel vor, Kriegsverbrechen zu begehen. Er spreche im Namen israelischer Kommandeure, die sich vor moralische Dilemmas gestellt sähen und sich Sorgen machten, sie könnten sich Anklagen vor dem Internationalen Strafgerichtshof aussetzen. Die rechtskonservative Regierungspartei Likud, der Jaalon einst selbst angehört hatte, ehe er seine eigene Partei gründete, zieh den Ex-Minister „bösartiger Lügen“.